# Adolf Hitler
Adolf Hitler (por vezes em português Adolfo Hitler; alemão: [ˈadɔlf ˈhɪtlɐ] (escutarⓘ); Braunau am Inn, 20 de abril de 1889 – Berlim, 30 de abril de 1945) foi um político alemão que serviu como líder do Partido Nazista (Nationalsozialistische Deutsche Arbeiterpartei; NSDAP), Chanceler do Reich (de 1933 a 1945) e Führer ("líder") da Alemanha Nazista de 1934 até 1945. Como ditador do Reich Alemão, ele foi o principal instigador da Segunda Guerra Mundial na Europa e figura central do Holocausto.
Hitler nasceu na Áustria, então parte do Império Austro-Húngaro, e foi criado na cidade de Linz. Mudou-se para a Alemanha em 1913 e serviu no exército alemão durante a Primeira Guerra Mundial. Juntou-se ao Partido Alemão dos Trabalhadores, precursor do Partido Nazista, em 1919, e tornou-se seu líder em 1921. Em 1923, organizou um golpe de Estado em Munique para tentar tomar o poder. O fracassado golpe resultou na prisão de Hitler. Enquanto preso, ele ditou seu primeiro trabalho literário, a sua autobiografia e manifesto político, Mein Kampf ("Minha Luta"). Quando foi solto da cadeia, em 1924, Hitler ganhou apoio popular pela Alemanha com sua forte oposição ao Tratado de Versalhes e promoveu suas ideias de pangermanismo, antissemitismo e anticomunismo, com seu carisma e forte propaganda. Ele frequentemente criticava os sistemas capitalista e comunista como sendo partes de uma conspiração judia. Em 1933, o Partido Nazista tornou-se o maior partido eleito no Reichstag, com seu líder, Adolf Hitler, sendo apontado Chanceler da Alemanha no dia 30 de janeiro do mesmo ano. Após novas eleições, ganhas por sua coalizão, o Parlamento aprovou a Lei habilitante de 1933, que começou o processo de transformar a República de Weimar na Alemanha Nazista, uma ditadura de partido único totalitária e autocrática de ideologia nacional socialista. Hitler pregava a eliminação dos judeus da Alemanha e o estabelecimento de uma Nova Ordem para combater o que ele via como "injustiças pós-Primeira Grande Guerra", numa Europa dominada pelos britânicos e franceses.
Em seus primeiros seis anos no poder, a economia alemã recuperou-se da Grande Depressão, as restrições impostas ao país após a Primeira Guerra Mundial foram ignoradas e territórios na fronteira, lar de milhões de Volksdeutsche (alemães étnicos), foram anexados — ações que deram a ele grande apoio popular. Hitler queria estabelecer o Lebensraum ("espaço vital") para o povo alemão. Sua política externa agressiva é considerada um dos motivos que levaram a Europa e o mundo à segunda grande guerra. Ele iniciou um grande programa de reindustrialização e rearmamento da Alemanha em meados da década de 1930 e então, a 1 de setembro de 1939, ordenou a invasão da Polônia, resultando numa declaração de guerra por parte do Reino Unido e da França alguns dias depois. Em junho de 1941, Hitler ordenou a invasão da União Soviética. Em meados de 1942, a Wehrmacht (as forças armadas nazistas) e as tropas do Eixo já ocupavam boa parte da Europa continental, do Norte da África e quase um quarto do território soviético. Contudo, após falharem em conquistar Moscou e serem derrotados em Stalingrado, as forças nazistas começaram a retroceder. A entrada dos Estados Unidos na guerra ao lado dos Aliados forçou a Alemanha a ficar na defensiva, acumulando uma série de derrotas a partir de 1943. Nos últimos dias do conflito, durante a Batalha de Berlim em 1945, Hitler se casou com sua amante de longa data, Eva Braun. No dia 30 de abril de 1945, os dois cometeram suicídio para evitar serem capturados pelo exército vermelho. Seus corpos foram queimados e enterrados. Uma semana mais tarde a Alemanha se rendeu formalmente.
Sob a liderança de Adolf Hitler, com uma ideologia racialmente motivada, o regime nazista perpetrou um dos maiores genocídios da história da humanidade, matando pelo menos 6 milhões de judeus e milhares de outras pessoas que Hitler e seus seguidores consideravam como Untermenschen ("sub-humanos") e socialmente "indesejáveis". Os nazistas também foram responsáveis pela morte de mais de 19,3 milhões de civis e prisioneiros de guerra. Além disso, no total, 29 milhões de soldados e civis morreram como resultado do conflito na Europa durante a Segunda Guerra Mundial. O número de fatalidades neste conflito foi sem precedentes e ainda é uma das guerras mais mortais da história.

## Primeiros anos

### Família
Seu pai, Alois Hitler Sr. (1837–1903), era filho ilegítimo de Maria Anna Schicklgruber. Seu registro de batismo não trazia o nome do seu pai, então Alois inicialmente assumiu o sobrenome da mãe, Schicklgruber. Em 1842, Johann Georg Hiedler casou-se com Maria Anna. Alois foi criado na família do irmão de Georg, Johann Nepomuk Hiedler. Em 1876, Alois foi legitimado e seu registro de batismo foi averbado por um padre para registrar Johann Georg Hiedler como pai de Alois (registrado como "Georg Hitler"). Alois assumiu então o sobrenome "Hitler", também escrito e soletrado como Hiedler, Hüttler ou Huettler. O sobrenome Hitler é provavelmente baseado em "aquele que vive em uma cabana" (alemão: Hütte para "cabana").
O oficial nazista Hans Frank sugeriu que a mãe de Alois era empregada doméstica na casa de uma família judia em Graz, e que o filho de 19 anos desta família, Leopold Frankenberger, seria o pai de Alois. Mas nenhum Frankenberger foi registrado em Graz neste período e nenhum documento comprova a existência de Leopold Frankenberger, então a maioria dos historiadores consideram que a ideia de que o avô de Hitler era judeu é falsa.

### Infância e educação

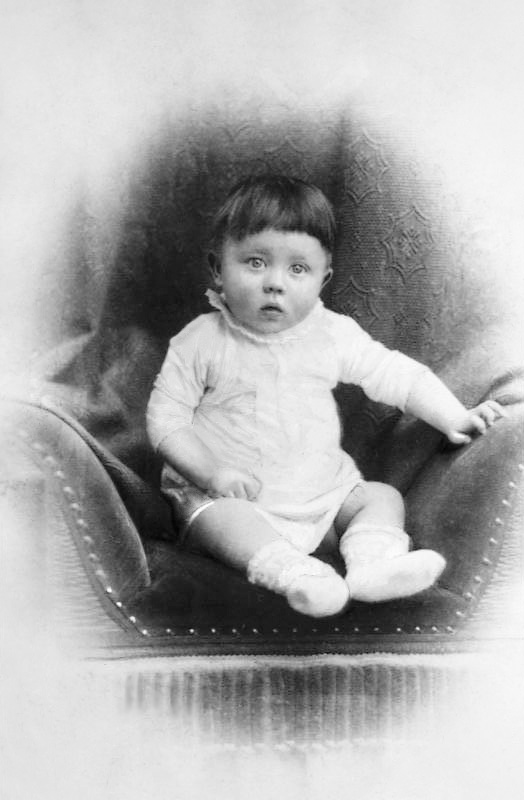
Adolf Hitler com aproximadamente um ano de idade (c. 1889–90)

Adolf Hitler nasceu em 20 de abril de 1889 em Braunau am Inn, uma cidade da Áustria-Hungria (hoje em dia localizada na Áustria), próximo à fronteira do Império Alemão. Ele era um dos seis filhos nascidos de Alois Hitler e Klara Pölzl (1860–1907). Três dos seus irmãos — Gustav, Ida e Otto — morreram ainda na infância. Quando Hitler tinha apenas três anos, sua família se mudou para Passau, na Alemanha. Lá ele adquiriu um dialeto bávaro, que trouxe uma marca reconhecível a sua voz. A família retornou para a Áustria e se assentou em Leonding em 1894 e em junho de 1895 Alois se aposentou em Hafeld, próximo de Lambach, onde ele passou a criar abelhas. Hitler estudou numa Volksschule (escola pública) próximo a Fischlham.
A mudança para Hafeld coincidiu com um aumento nos conflitos pai-filho causados pela recusa de Hitler de se conformar à estrita disciplina de sua escola. A ideia da fazenda de abelhas de Alois Hitler em Hafeld terminou em fracasso e em 1897 a família se mudou para Lambach. Aos oito anos de idade Hitler começou a ter aulas de canto e chegou a se apresentar no coral de sua igreja. Neste período até considerou virar padre. Em 1898 retornou novamente para Leonding. A morte do seu irmão mais novo, Edmund, devido ao sarampo, em 1900, afetou muito Hitler. Ele mudou de uma pessoa confiável, extrovertida e um aluno consciencioso para um rapaz taciturno e desapegado que batia de frente com seus pais e professores.

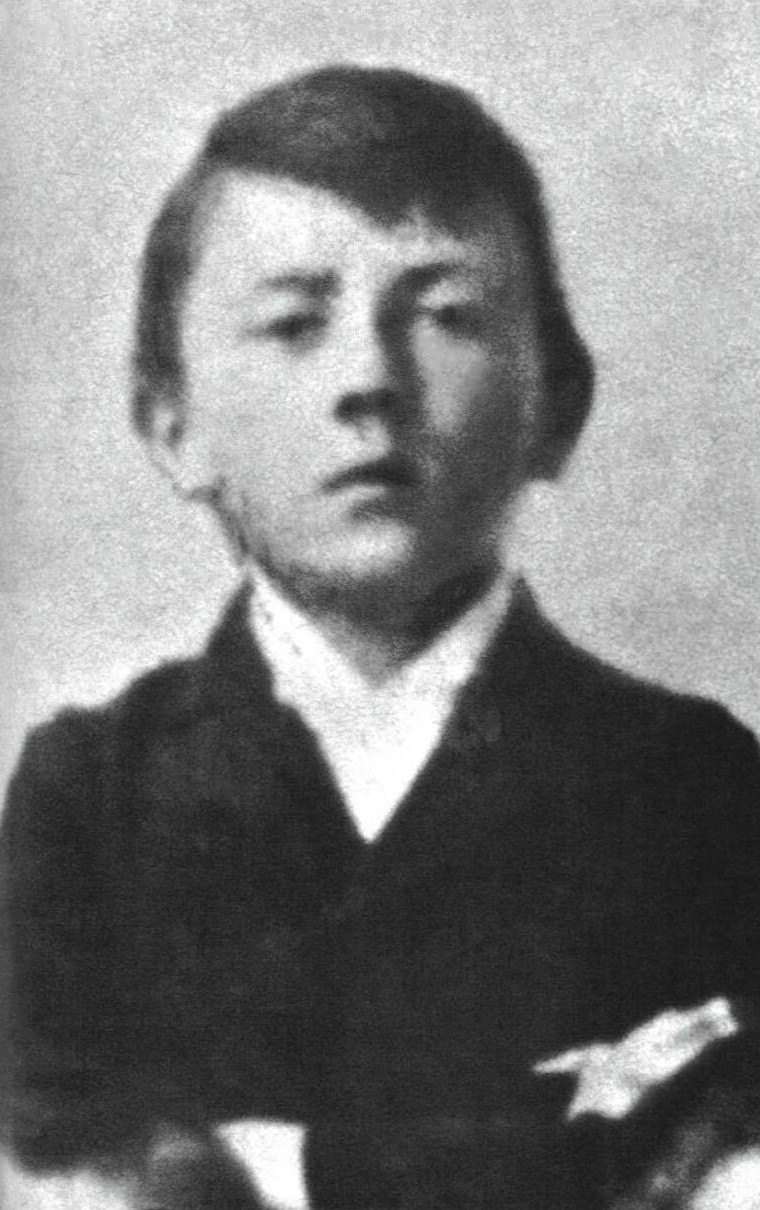
Hitler em 1899, com nove ou dez anos

Alois havia feito sucesso na carreira como funcionário público da alfândega e queria que seu filho seguisse seus passos. Hitler escreveu mais tarde que seu pai o levou até o escritório em que trabalhava, dizendo que este evento deu origem a um antagonismo irreconciliável entre pai e filho, já que ambos tinham temperamento forte. Ignorando a vontade do filho de frequentar uma escola clássica e se tornar um artista, Alois enviou Hitler para um Realschule (uma escola secundária) em Linz em setembro de 1900. Hitler rebelou-se contra esta decisão e no livro Mein Kampf afirmou que propositalmente foi mal na escola, esperando que uma vez que seu pai visse o pouco progresso que fazia na escola técnica ele o deixaria perseguir seu sonho numa escola artística.
Como muitos austríacos alemães, Hitler começou a desenvolver ideias nacionalistas pan-germânicas desde muito jovem. Ele expressava apoio à Alemanha, desprezando a decadente Monarquia de Habsburgo e seu império multiétnico. Hitler e seus amigos cumprimentavam-se com "Heil" e cantavam o "Deutschlandlied" em vez do hino imperial austríaco.
Após a repentina morte de Alois em 3 de janeiro de 1903, o desempenho de Hitler na escola deteriorou-se e a mãe dele permitiu que abandonasse os estudos naquele momento. Ele então se matriculou em uma Realschule em Steyr em setembro de 1904, onde seu comportamento e desempenho escolar melhoraram. Em 1905, após passar no exame final, Hitler deixou a escola sem ambições de aprofundar os estudos ou fazer planos de carreira.

### Juventude em Viena e Munique

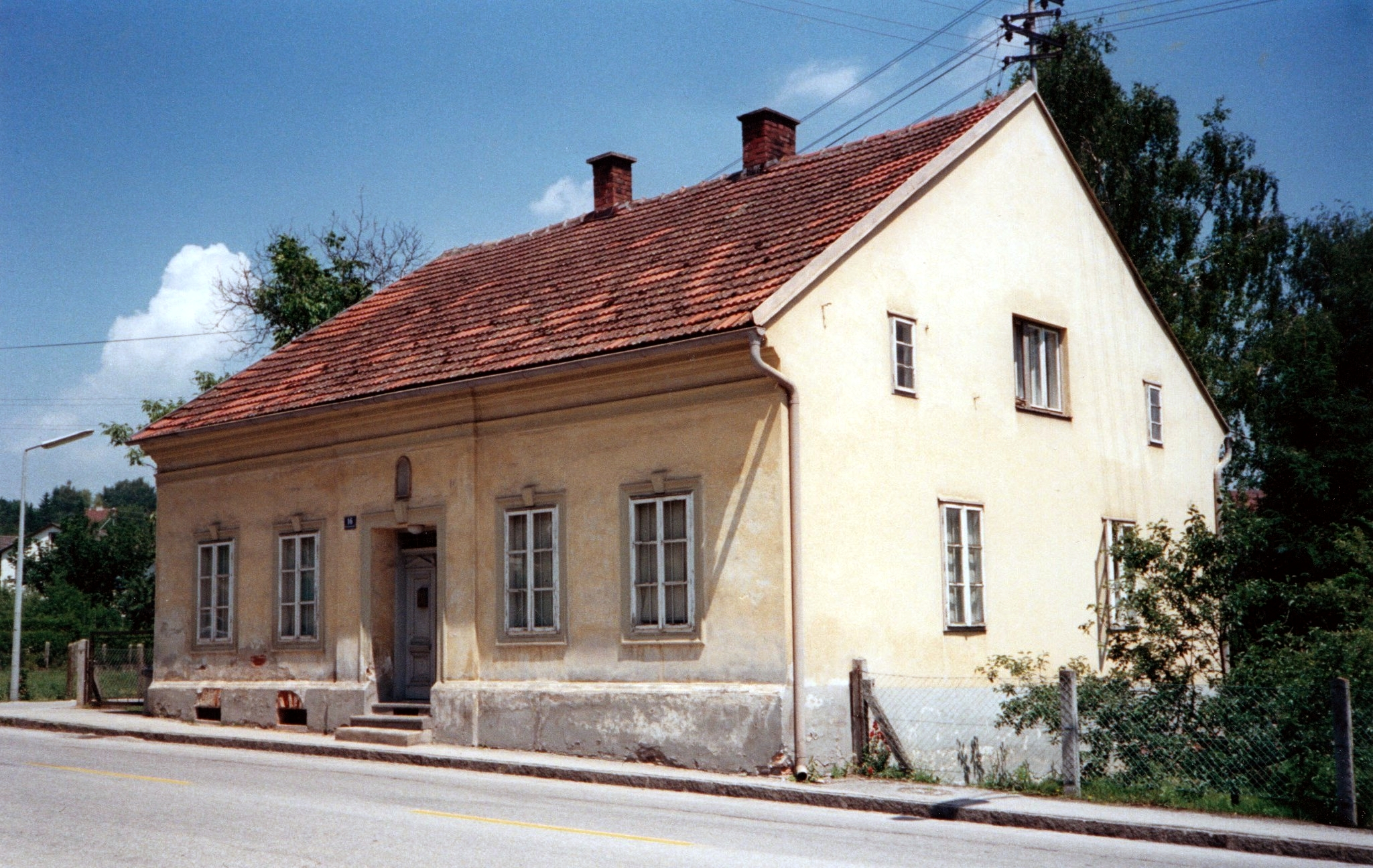
A casa em que Hitler passou parte da sua adolescência, em Leonding, na Áustria (foto tirada em 1984).

Desde 1905, Hitler passou a viver uma vida boêmia em Viena, financiada pela pensão de órfão que recebia e do apoio proveniente de sua mãe. Ele teve vários trabalhos, incluindo o de pintor, vendendo aquarelas de locais turísticos de Viena. A Academia de Belas-Artes o rejeitou em 1907 e em 1908, afirmando que ele era "inapto para pintura". O diretor da academia sugeriu que Hitler estudasse arquitetura, que também era do seu interesse, mas ele não tinha as qualificações acadêmicas já que não tinha terminado a escola secundária. Em 21 de dezembro de 1907, sua mãe morreu de câncer de mama aos 47 anos. Hitler acabou ficando sem dinheiro e foi forçado a viver em abrigos para sem-tetos.
No tempo que vivia lá, Viena era um viveiro de preconceito religioso e racismo. O medo de serem sobrepujados por imigrantes vindos do leste Europeu era grande e o prefeito populista Karl Lueger explorava a retórica antissemita para fins políticos. O nacionalismo alemão estava em alta no distrito de Mariahilf [en], onde Hitler vivia. O nacionalista Georg Ritter von Schönerer, que advogava o pangermanismo, antissemitismo, antieslavismo e anticatolicismo, era uma grande influência para Hitler. Ele lia jornais como o Deutsches Volksblatt, que espalhava preconceito e cultivava o medo dos cristãos de serem inundados pelo influxo de judeus do leste. Hitler também lia jornais que pregavam o darwinismo social e exploravam algumas das ideias dos filósofos Nietzsche, Le Bon e Schopenhauer. Era hostil ao que ele via como "Germanofobia Católica" e demonstrou admiração por Martinho Lutero.

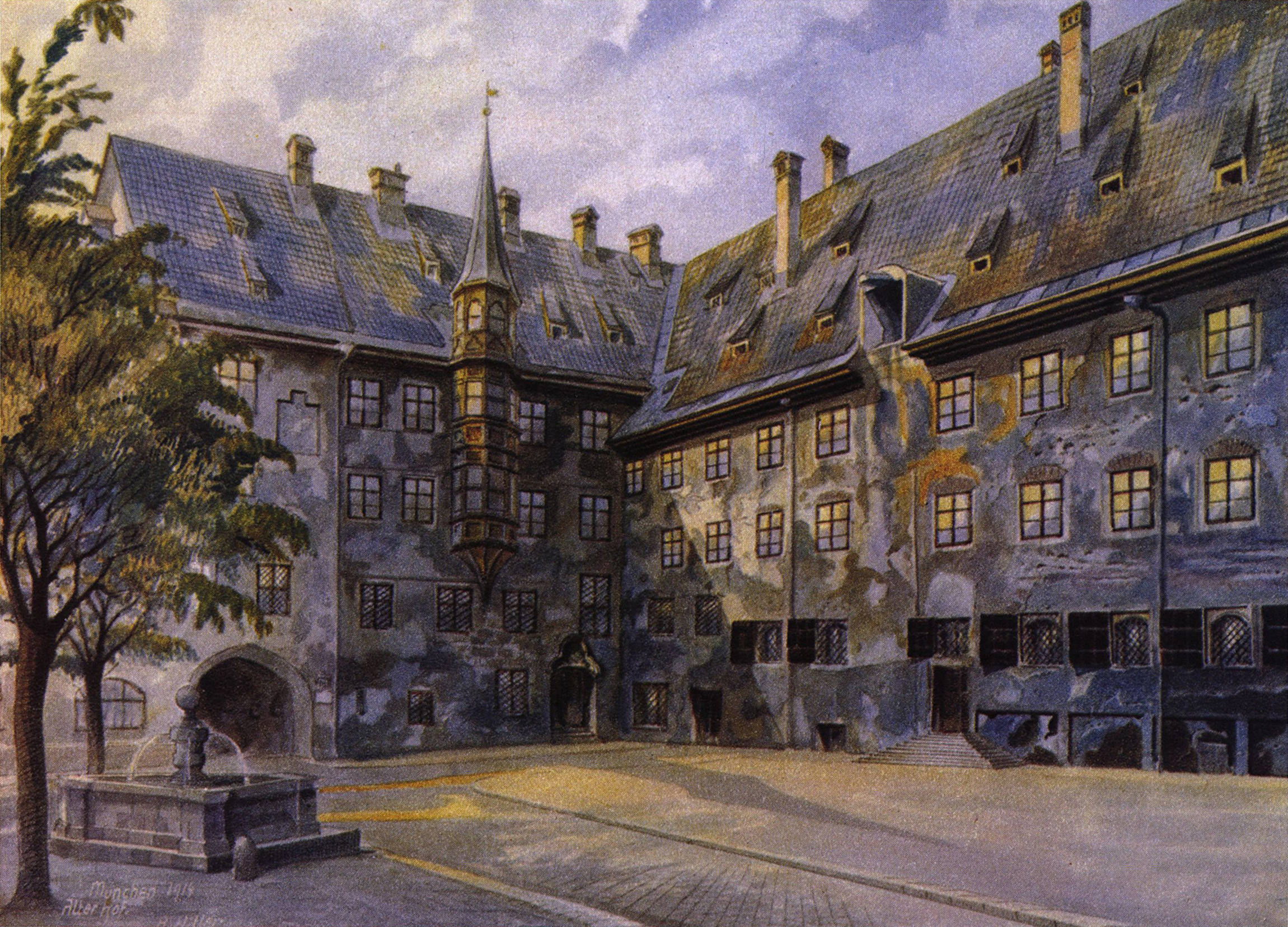
Uma aguarela pintada por Adolf Hitler, em 1914

A origem do antissemitismo de Hitler e a primeira vez que ele a expressou é motivo de debates. Ele afirmou no Mein Kampf que se tornou um antissemita em Viena. Seu amigo próximo, August Kubizek, afirmou que Hitler era um "convicto antissemita" antes de deixar Linz. Várias fontes dão evidência que Hitler tinha amigos judeus quando jovem no começo da sua estadia em Viena. O historiador Richard J. Evans diz que "historiadores agora geralmente concordam que seu notório e assassino antissemitismo surgiu com força após a derrota alemã [na Primeira Grande Guerra], como uma paranoia da Dolchstoßlegende (lenda da punhalada pelas costas)".
Hitler recebeu a parte final da pensão do seu pai em maio de 1913 e se mudou para Munique, no sul da Alemanha. Historiadores acreditam que ele deixou Viena para fugir do alistamento do exército austro-húngaro. Hitler mais tarde afirmou que não queria servir no exército austríaco devido à alta miscigenação das forças armadas. Após ser julgado inapto para o serviço — ele falhou em um exame físico em Salzburgo em 5 de fevereiro de 1914 — retornou para Munique.

### Primeira Guerra Mundial

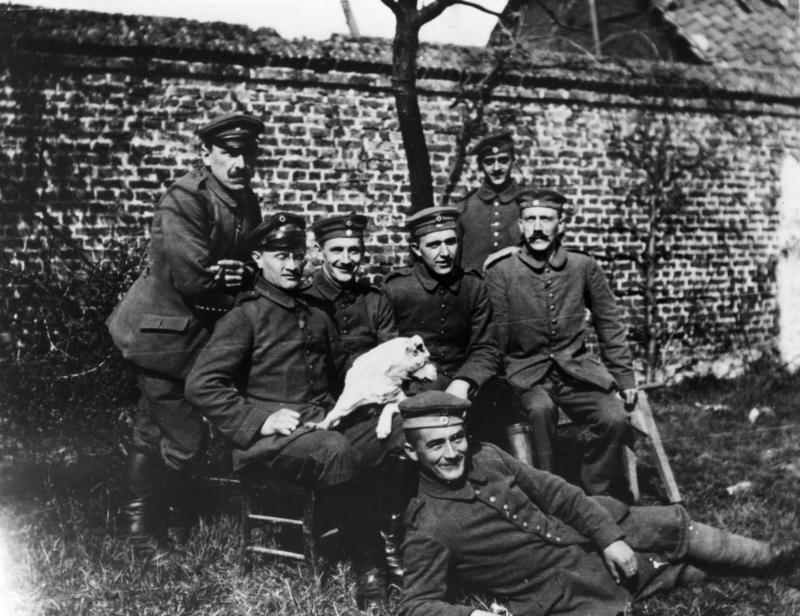
Hitler (na extrema direita, sentado) com seus camaradas do Regimento de Infantaria Bávaro (c. 1914–18).

Quando eclodiu a Primeira Guerra Mundial, Hitler vivia em Munique e, embora fosse um cidadão austríaco, ele se voluntariou no Exército da Baviera. Um relatório feito pelas autoridades bávaras em 1924 diz que Hitler serviu no exército local por erro (tecnicamente, como austríaco, ele não podia servir no exército alemão). Ele se juntou ao 16º Regimento Reserva de Infantaria Bávara (1ª Companhia do Regimento), servindo como mensageiro na Frente Ocidental na França e na Bélgica, passando quase metade de seu tempo no quartel-general do regimento em Fournes-en-Weppes, bem atrás das linhas de frente. Ele esteve presente nas batalhas de Ypres, do Somme (onde foi ferido), de Arras e em Passchendaele. Ele foi condecorado por bravura, recebendo a Cruz de Ferro, de segunda classe, ao fim de 1914. Sob recomendação do oficial judeu Hugo Gutmann, Hitler recebeu outra medalha, a Cruz de Ferro de primeira classe, em 4 de agosto de 1918, uma condecoração raramente dada a um soldado de sua patente (Gefreiter). Ele também recebeu o Distintivo de Ferido em 18 de maio de 1918. A folha de serviço de Hitler, no geral, não foi muito especial e ele nunca foi promovido além de Cabo, que era a patente mais alta oferecida a um estrangeiro no exército alemão à época.

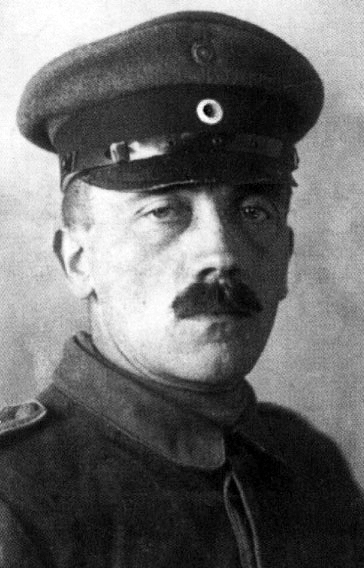
Adolf Hitler como um soldado da Primeira Grande Guerra (1914–1918).

Durante seu serviço no quartel-general, Hitler continuou seu trabalho como artista, fazendo desenhos e ilustrações para o jornal do exército. Durante a batalha do Somme, em outubro de 1916, ele foi ferido na coxa quando um disparo de artilharia caiu perto de sua posição. Hitler passou dois meses em um hospital em Beelitz, retornando ao seu regimento em 5 de março de 1917. Em 15 de outubro de 1918, ele foi cegado temporariamente por gás mostarda durante um ataque e foi hospitalizado em Pasewalk. Enquanto estava lá, Hitler foi informado da derrota da Alemanha. Segundo ele próprio, ao receber esta notícia, sofreu novamente por cegueira devido à tristeza.
Hitler descreveu seu tempo na guerra como "a maior das experiências". Ele foi muito elogiado por seus oficiais superiores devido à bravura que demonstrava. A experiência em combate reforçou seu patriotismo, fazendo dele um nacionalista apaixonado. Hitler ficou chocado com a capitulação da Alemanha em novembro de 1918. A amargura a respeito do colapso do esforço de guerra moldou sua ideologia. Como muitos outros nacionalistas alemães e veteranos de guerra, ele acreditava no Dolchstoßlegende (a "teoria da punhalada nas costas"), que consistia na ideia de que o exército alemão, "invicto no campo de batalha", fora traído e apunhalado pelas costas pela liderança política civil e pelos marxistas, que mais tarde foram chamados pelos nazistas de "criminosos de novembro".
O Tratado de Versalhes de 1919 julgou que a Alemanha era a única responsável pela guerra e portanto deveria ser severamente punida. O país perdeu várias partes do seu território e a região estratégica da Renânia foi desmilitarizada. O tratado também impôs pesadas sanções econômicas e exigiu que o país pagasse grandes reparações para as nações vencedoras. Muitos alemães viram o tratado como uma humilhação injusta. O rancor com o Tratado de Versalhes, junto com a grave crise econômica, social e política do pós-guerra na Alemanha seria explorado por Hitler para fins políticos.

## Início da carreira política

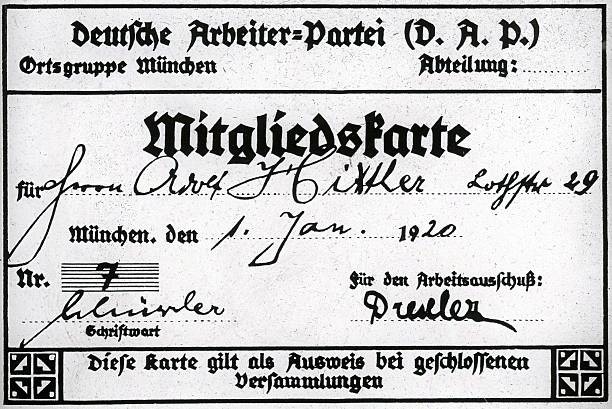
A carteira de membro de Hitler do Partido Alemão dos Trabalhadores

Após a primeira guerra mundial, Hitler retornou para Munique. Sem uma educação formal ou prospectos de carreira, ele decidiu permanecer no exército. Em julho de 1919, ele foi apontado como Verbindungsmann (agente de inteligência) da Aufklärungskommando (Comando de Reconhecimento) do Reichswehr (o novo exército alemão), com o propósito de influenciar outros soldados e se infiltrar no Partido Alemão dos Trabalhadores (DAP). Enquanto monitorava as atividades do DAP, Hitler foi atraído pelo fundador do partido, Anton Drexler, e sua retórica antissemita, nacionalista, anticapitalista e antimarxista. Drexler favorecia um governo forte e ativo, uma versão não judaica do socialismo (como ele descrevia), e solidariedade entre os membros da sociedade. Impressionado com as capacidades oratórias de Hitler, Drexler o convidou para se juntar ao DAP. Hitler aceitou a 12 de setembro de 1919, tornando-se o membro nº 555 (o partido havia começado a contagem de membros no número 500 para dar a impressão de ser maior do que realmente era).
No DAP, Hitler conheceu Dietrich Eckart, um dos fundadores do partido e membro da ocultista Sociedade Thule. Eckart se tornou um dos mentores de Hitler, trocando ideias com ele e o apresentando à alta sociedade de Munique. Para aumentar seu apelo popular, o DAP mudou seu nome para Nationalsozialistische Deutsche Arbeiterpartei (Partido Nacional Socialista dos Trabalhadores Alemães; NSDAP, ou Partido Nazista). Hitler desenhou a bandeira do partido colocando uma suástica preta dentro de um círculo branco com um fundo vermelho.
Hitler foi formalmente dispensado pelo exército em 31 de março de 1920 e começou a trabalhar em tempo integral no Partido Nazista (NSDAP). O quartel-general do partido era em Munique, um viveiro do sentimento nacionalista alemão antigoverno determinado a esmagar o marxismo e minar a autoridade da República de Weimar. Em fevereiro de 1921 — já acostumado a falar para grandes públicos — ele se dirigiu a uma plateia de mais de 6 000 numa noite. Para divulgar a reunião, dois caminhões cheios de partidários do seu movimento dirigiram por Munique balançando suásticas e distribuindo panfletos nazistas. Hitler ganhou notoriedade por seus grandes e polêmicos discursos contra o Tratado de Versalhes, rivais políticos e especialmente contra os marxistas-comunistas e os judeus.

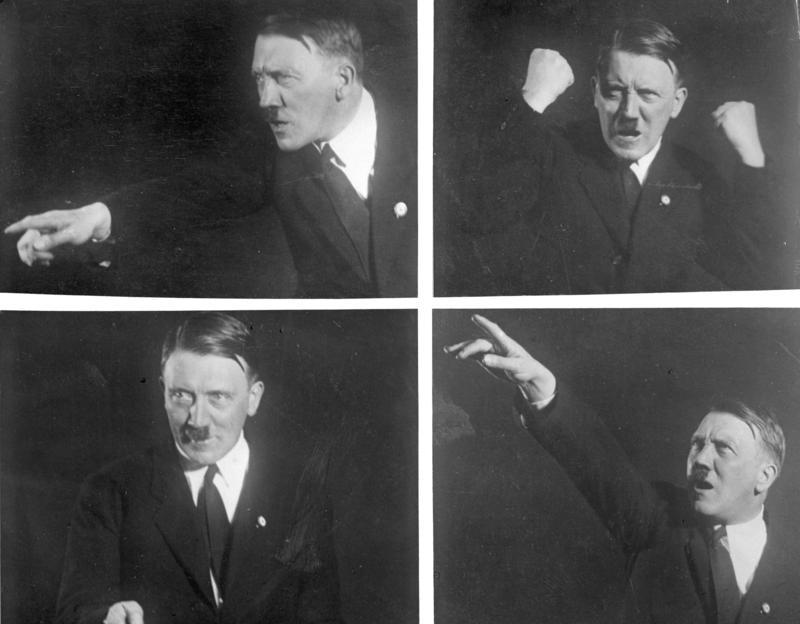
Hitler posando para uma câmera durante um discurso, em 1930

Em junho de 1921, enquanto Hitler e Eckart estavam em uma viagem para angariar fundos em Berlim, um motim irrompeu na sede do NSDAP em Munique. Membros do comitê executivo queriam fundir a legenda com os rivais do Partido Socialista Alemão (DSP), que também era de extrema-direita. Hitler retornou para Munique em 11 de julho e, com raiva, renunciou a sua filiação do partido. Os membros do comitê sabiam que a demissão da sua principal figura pública e orador significaria o fim do partido. Hitler anunciou que ele retornaria à legenda na condição de que ele substituiria Drexler na liderança do partido e o quartel-general deles permaneceria em Munique. O comitê aceitou e ele formalmente retornou ao NSDAP em 26 de julho como o membro nº 3 680. Hitler continuou a enfrentar oposição dentro do próprio NSDAP: entre seus principais oponentes estava Hermann Esser, que fora expulso do partido. Foram impressos mais de 3 000 panfletos criticando Hitler, acusando-o de ser um traidor. Nos dias seguintes, Hitler discursou em vários locais (sempre lotados) e se defendeu, atacando Esser, sempre recebendo estrondosos aplausos. Sua estratégia foi bem-sucedida e em uma reunião com a cúpula do partido, em 29 de julho, foram concedidos a ele poderes absolutos dentro do Partido Nazista, substituindo Drexler, numa votação de 533 a 1.
Os discursos cáusticos de Hitler na cervejaria de Munique começaram a atrair grandes multidões com muita frequência. Ele utilizava táticas populistas, incluindo o uso de bodes expiatórios, que ele culpava por todas as dificuldades econômicas dos seus ouvintes. Hitler usava o magnetismo pessoal e seu entendimento da psicologia das multidões quando falava com o público. Ele sabia como falar e o que falar e em qual momento. Historiadores notam o efeito hipnótico da oratória de Hitler, manipulando as massas. Alfons Heck, um ex-membro da Juventude Hitlerista, mais tarde afirmou:
| “ | Nós irrompemos em um frenesi de orgulho nacionalista que beirava a histeria. Por vários minutos, nós gritávamos a plenos pulmões, com lágrimas caindo dos nossos rostos: Sieg Heil, Sieg Heil, Sieg Heil! Daquele momento em diante, eu pertencia, de corpo e alma, a Adolf Hitler. | ” |

Contudo, alguns visitantes que encontraram Hitler em privado notavam que sua aparência e comportamento não eram nada impressionantes.
Entre seguidores que o apoiaram desde o início incluem-se Rudolf Hess, o ex piloto Hermann Göring e o capitão do exército Ernst Röhm. Hitler recrutou Röhm para organizar e comandar o grupo paramilitar conhecido como Sturmabteilung (SA), que servia como braço armado do partido, protegendo as reuniões e os líderes nazistas e também atacava oponentes políticos. Uma influência importante sobre o pensar de Hitler aconteceu durante o período da Aufbau Vereinigung, um grupo conspiratório formado por "russos brancos" (como eram chamados os monarquistas contrarrevolucionários do antigo Império Russo) exilados e nacionais-socialistas no início. Este grupo, financiado por líderes industriais ricos, introduziu a Hitler a ideia de uma conspiração judaica internacional, ligada ao movimento bolchevique.

### Golpe da Cervejaria

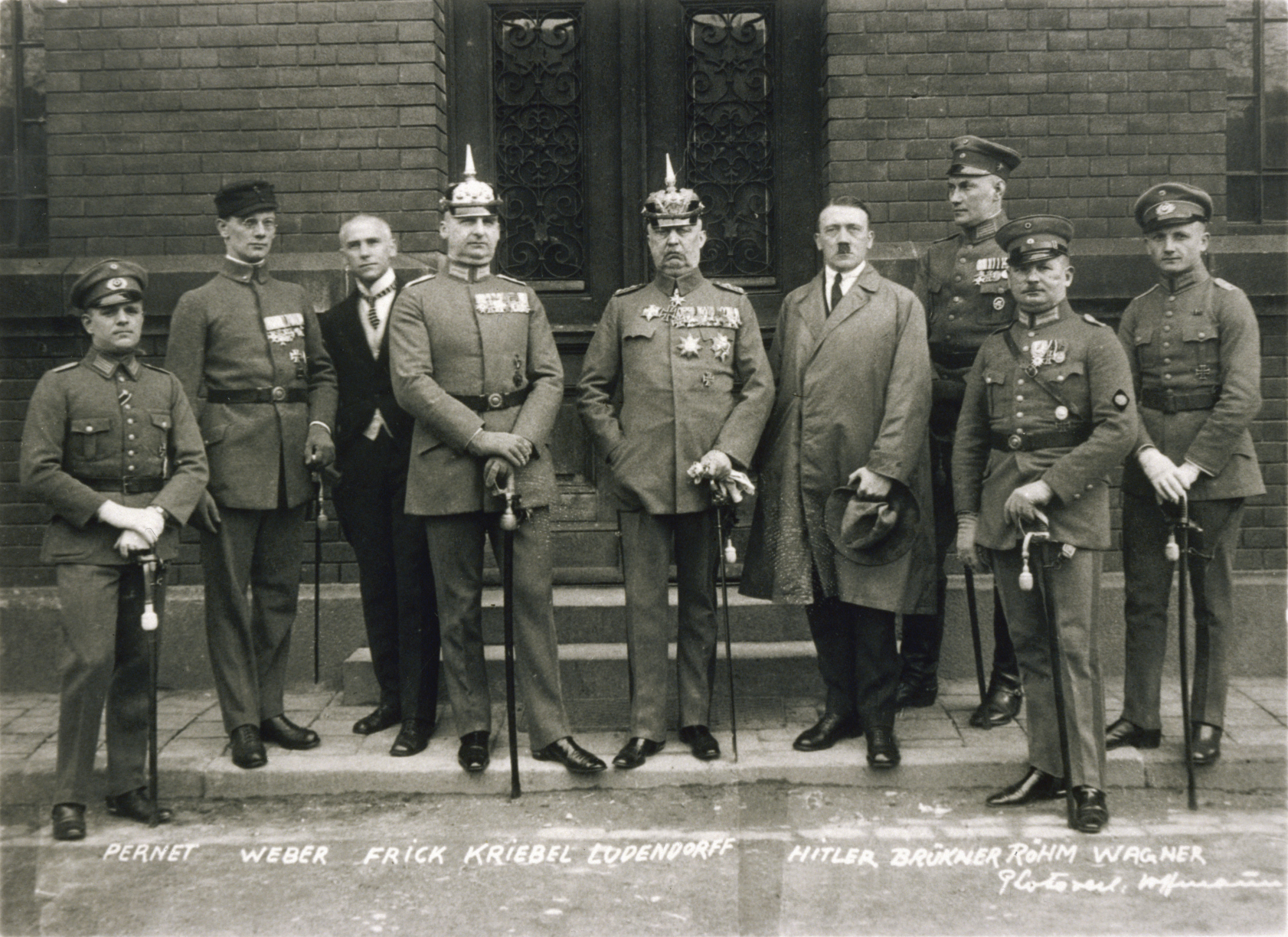
Os réus do julgamento do Putsch da Cervejaria. Da esquerda para a direita: Pernet, Weber, Frick, Kiebel, Ludendorff, Hitler, Bruckner, Röhm e Wagner.

Em 1923, Hitler se aproximou do general Erich Ludendorff, que também era veterano da primeira guerra mundial, para tentar tomar o poder na Baviera através de um golpe (conhecido como "Putsch da Cervejaria"). O Partido Nazista se inspirou no fascismo italiano como modelo para sua aparência, estilo e até políticas. Hitler queria emular a "Marcha sobre Roma" de Benito Mussolini, feita em 1922, dando seu próprio golpe em Munique, desafiando o governo central em Berlim. Hitler e Ludendorff buscaram apoio do Staatskommissar (comissário do estado) Gustav Ritter von Kahr, o de facto governador da Baviera. Contudo, Kahr, junto com o chefe de polícia Hans Ritter von Seisser e o general do exército Otto von Lossow, queriam tentar seu próprio golpe e instituir no país uma ditadura militar sob sua liderança, sem a participação de Hitler.
Em 8 de novembro de 1923, Hitler e vários membros da SA invadiram uma reunião pública, organizada por Kahr, onde 3 000 pessoas estavam reunidas na Bürgerbräukeller, uma grande cervejaria de Munique. Interrompendo o discurso de Kahr, ele anunciou que a revolução nacional havia começado e declarou a formação de um novo governo com Ludendorff. Numa sala nos fundos, Hitler, com uma pistola em mãos, exigiu apoio de Kahr, Seisser e Lossow. Eles, temporariamente, concordaram. As tropas de Hitler inicialmente conseguiram ocupar o quartel-general do Reichswehr e da polícia, mas Kahr e seus colegas retiraram seu apoio e fugiram. As forças de segurança da Baviera decidiram não apoiar Hitler. No dia seguinte, os nazistas marcharam da cervejaria até o prédio do ministério da guerra bávaro para derrubar o governo local, mas a polícia estava preparada e abriu fogo contra as multidões, dispersando-os. Dezesseis membros do NSDAP e quatro policiais morreram no fracassado golpe.

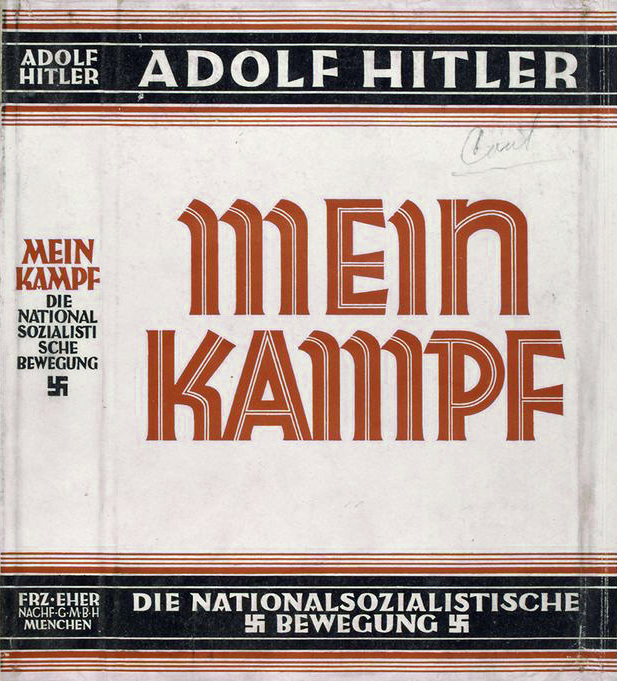
Sobrecapa do livro Mein Kampf (1926–27).

Hitler fugiu para a casa de Ernst Hanfstaengl, um membro do partido, e lá chegou a considerar o suicídio. Ele estava deprimido, mas calmo quando foi preso pelas autoridades locais em 11 de novembro de 1923 sob acusação de alta traição. Foi levado a corte popular de Munique e seu julgamento começou em fevereiro de 1924. Alfred Rosenberg assumiu interinamente a liderança do partido. Hitler usou o julgamento em seu benefício, usando a publicidade que a tentativa de golpe fracassada lhe trouxe. Ele discursou em defesa própria e chamou a atenção de muita gente para sua causa. Ainda assim, em 1 de abril, Hitler foi sentenciado a cinco anos de prisão em Landsberg. Lá, ele foi muito bem tratado pelos guardas e foi permitido que recebesse constantes visitas de camaradas do NSDAP, além de cartas e encomendas de apoiadores. Após ser perdoado pela Suprema Corte da Baviera, foi liberado da cadeia em 20 de dezembro de 1924, sob objeções do procurador-geral do estado. Incluindo o tempo da prisão preventiva, Hitler ficou apenas um pouco mais de um ano na prisão.
Enquanto estava preso em Landsberg, Hitler ditou boa parte do seu livro Mein Kampf ("Minha Luta"; originalmente chamado de Quatro anos e meio de Lutas contra Mentiras, Estupidez e Covardia) para o seu ajudante, Rudolf Hess. O livro, dedicado ao membro da Sociedade Thule e amigo Dietrich Eckart, era uma autobiografia e exposição de suas ideologias. O livro detalhou os planos de Hitler para transformar a sociedade alemã em uma baseada na raça. Algumas passagens do livro deixavam explícita a ideia de genocídio. Publicado em dois volumes, em 1925 e 1926, vendeu pelo menos 228 000 cópias entre 1925 e 1932. Um milhão de cópias foram vendidas em 1933, o primeiro ano de Hitler no poder.
Pouco antes de Hitler poder entrar com um pedido de condicional, o governo da Baviera tentou extraditá-lo para a Áustria. Contudo, o Chanceler da Áustria, Rudolf Ramek, recusou o pedido, argumentando que o serviço no exército alemão tornara nula sua cidadania austríaca. Hitler renunciou a sua cidadania austríaca em 7 de abril de 1925.

### Reconstruindo o Partido Nazista
Na época em que Hitler foi solto da cadeia, a situação política na Alemanha havia se tornado menos combativa e a situação da economia havia melhorado, limitando as oportunidades políticas de Hitler para agitação política. Como resultado do golpe fracassado, o Partido Nazista e suas organizações filiadas foram banidas da Baviera. Após um encontro com Heinrich Held, então primeiro-ministro bávaro, em 4 de janeiro de 1925, Hitler concordou em respeitar a autoridade do estado e prometeu que buscaria poder político agora apenas por meios democráticos. Um mês depois da reunião, o Partido Nazista deixou de ser banido e voltou à ativa. Hitler, contudo, foi barrado de fazer discursos públicos, mas este banimento foi suspenso também em 1927. Para avançar suas ambições políticas, apesar destes contratempos, Hitler nomeou Gregor Strasser, Otto Strasser e Joseph Goebbels para organizar e fazer crescer o Partido Nazista no norte da Alemanha. Um grande organizador, Gregor Strasser dirigiu um curso político mais independente, enfatizando os elementos socialistas do programa do partido.
Em 29 de outubro de 1929, na Terça-Feira Negra, a bolsa de valores dos Estados Unidos quebrou. O impacto atingiu o mundo todo, inclusive a Alemanha. Várias empresas fecharam as portas, resultando em milhares de desempregados. Bancos faliram, causando um colapso parcial do sistema financeiro da nação. Hitler e os nazistas tomaram vantagem da situação emergencial para angariar apoio ao partido. Eles prometeram ao povo repudiar o Tratado de Versalhes, fortalecer a economia e garantir empregos e oportunidades.

## Ascensão ao poder

### Governo Brüning
A Grande Depressão forneceu a Hitler uma ótima oportunidade política. Os alemães estavam ambivalentes sobre a república parlamentarista, que enfrentava forte oposição de extremistas de esquerda e direita. Já os partidos moderados não conseguiam competir com os radicais. No referendo de 1929, o povo alemão votou, por grande maioria, repudiar o pagamento de reparações de guerra estipulados no Tratado de Versalhes. A ideologia nazista, neste período, ganhou muito apoio popular. As eleições de setembro de 1930 resultaram na quebra da "grande coalizão", substituindo a administração do país por um governo de minoria. O chanceler Heinrich Brüning, do Partido do Centro, governava a nação por meio de decretos emergenciais do presidente Paul von Hindenburg. Governar por decreto acabou pavimentando o caminho para uma forma de governo mais autoritária. O Partido Nazista saiu da obscuridade e conquistou 18,3% dos votos (ou 6 409 600 de pessoas) e 107 assentos no parlamento nas eleições de 1930, tornando-se a segunda maior bancada no Reichstag.

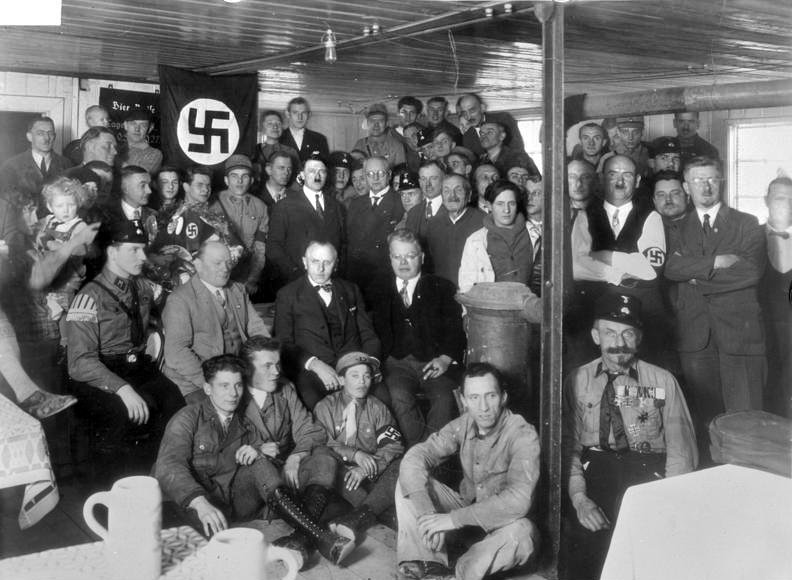
Hitler com membros do Partido Nazista no prédio Brown, em Munique, em dezembro de 1930

Hitler teve uma participação proeminente no julgamento de dois oficiais do Reichswehr, os tenentes Richard Scheringer e Hans Ludin, ao fim de 1930. Eles foram acusados de serem membros do Partido Nazista (a filiação partidária era proibida aos militares). A acusação disse que os nazistas eram extremistas e o advogado de defesa, Hans Frank, chamou Hitler para testemunhar. Em 25 de setembro de 1930, Hitler afirmou novamente que buscaria poder político apenas pela via democrática. Seu discurso neste julgamento chamou atenção do corpo de oficiais do exército e muitos lá passaram a apoiá-lo.
As medidas de austeridade do chanceler Brüning trouxe poucos resultados e eram tremendamente impopulares. Hitler explorou isso em suas mensagens políticas para o povo, falando especialmente às classes mais baixas que eram mais extensamente afetadas pela hiperinflação e a retração econômica. Assim, os nazistas conquistaram bastante apoio de fazendeiros, veteranos de guerra e trabalhadores da classe média.
Apesar de Hitler ter renunciado a sua cidadania austríaca em 1925, demorou cerca de sete anos para ele se tornar cidadão alemão. Isso significava que, na prática, ele era um apátrida e não podia se candidatar a um cargo público e até podia ser deportado. Em 25 de fevereiro de 1932, o ministro do interior de Brunswick, Dietrich Klagges, que era membro do Partido Nazista, nomeou Hitler como administrador da delegação do estado para o Reichsrat em Berlim, fazendo de Hitler um cidadão de Brunswick, e assim um alemão.
Em 1932, agora como pleno cidadão alemão, Hitler concorreu contra Paul von Hindenburg nas eleições presidenciais. A 27 de janeiro de 1932, ele fez um discurso no Clube Industrial de Düsseldorf e lá conquistou apoio dos principais empresários industriais alemães. Hindenburg tinha apoio de vários partidos nacionalistas, monarquistas, católicos e republicanos, e até mesmo dos Sociais Democratas. Hitler usou como slogan de campanha a frase "Hitler über Deutschland" ("Hitler sobre a Alemanha"), uma referência às suas ambições políticas e sua campanha, sendo que ele viajava muito de aeronave pelo país. Ele foi um dos primeiros políticos a usar viagens de avião para fins políticos e utilizava este método rápido de viagem de forma eficiente. Hitler terminou em segundo lugar nesta eleição, ganhando cerca de 36% dos votos (ou 13 418 517 de pessoas). Apesar de ele ter perdido o pleito para Hindenburg, esta eleição estabeleceu Hitler como uma figura forte na política alemã.

### Indicação para Chanceler
A ausência de um governo eficiente fez com que dois políticos influentes, Franz von Papen e Alfred Hugenberg, junto com vários industriais e empresários, escrevessem uma carta para Hindenburg. Os signatários pediram para o presidente apontar Adolf Hitler como líder do governo "independente dos partidos parlamentares", dizendo que isso iria "encantar milhões de pessoas".

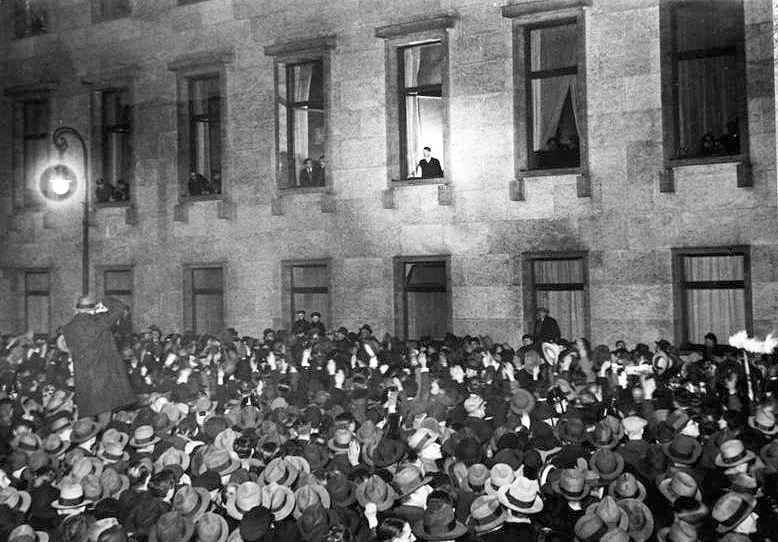
Hitler, na janela da Chancelaria do Reich, sendo ovacionado por seus apoiadores na sua investidura como Chanceler, em 30 de janeiro de 1933.

Hindenburg desprezava Hitler, mas foi ficando sem opções, com o governo no Parlamento à beira do colapso, sem base política para se sustentar. Relutantemente, o presidente decidiu concordar em indicar Hitler para o cargo de chanceler (chefe de governo) após duas turbulentas eleições parlamentares — em julho e novembro de 1932 — que não tinham conseguido formar um governo de maioria. Hitler liderou uma coalizão, que durou pouco tempo, formada pelo Partido Nazista e os apoiadores de Alfred Hugenberg do Partido Popular Nacional Alemão (DNVP). Em 30 de janeiro de 1933, um novo gabinete foi formado e oficializado no escritório do presidente Hindenburg. O Partido Nazista ganhou três postos no governo: Hitler passou a ser o chanceler, Wilhelm Frick o Ministro do Interior do país e Hermann Göring o Ministro do Interior da Prússia. Hitler queria estes postos ministeriais pois ele almejava controlar por completo a polícia alemã.

### Incêndio do Reichstag e eleições de março
Como chanceler, Hitler trabalhou para impedir que os oponentes do Partido Nazista se unificassem e tentassem formar um governo de coalizão de maioria contra ele. A oposição, contudo, não conseguia se unificar, com os comunistas e socialistas não se entendendo com os partidos sociais-democratas de esquerda. Com o impasse político se acentuando no Reichstag, Hitler pediu para o presidente Hindenburg dissolver o parlamento e convocar novas eleições para março. Em 27 de fevereiro de 1933, o prédio do Reichstag pegou fogo e ficou parcialmente destruído. Hermann Göring culpou os comunistas pelo atentado. De fato, um comunista holandês Marinus van der Lubbe foi capturado dentro do edifício. De acordo com o historiador britânico Sir Ian Kershaw, o consenso entre os acadêmicos era que van der Lubbe possivelmente foi mesmo o responsável pelo incêndio. Outros, contudo, incluindo William L. Shirer e Alan Bullock, acreditam que os próprios nazistas foram os responsáveis, em uma operação de bandeira falsa. Por insistência de Hitler, Hindenburg aprovou o Decreto do Incêndio do Reichstag de 28 de fevereiro de 1933, que suspendeu vários direitos civis e permitiu que o governo fizesse prisões sem mandato judicial. O decreto era permitido devido ao Artigo 48 da Constituição de Weimar, que dava ao presidente poderes emergenciais para proteger a população e manter a ordem pública. As atividades do Partido Comunista Alemão (KPD) foram reprimidas e mais de 4 000 comunistas foram presos.
Além da campanha política, o Partido Nazista engajou em violência paramilitar nas ruas e espalhou propaganda anticomunista antes das próximas eleições. No dia do pleito, a 6 de março de 1933, os nazistas conquistaram 43,9% dos votos (ou 17 277 180 de pessoas) e se tornaram o maior partido no Parlamento. Ainda assim, o partido de Hitler não tinha maioria absoluta para formar um governo de maioria, necessitando fazer outra coalizão com o DNVP.

### Dia de Potsdam e Lei habilitante de 1933

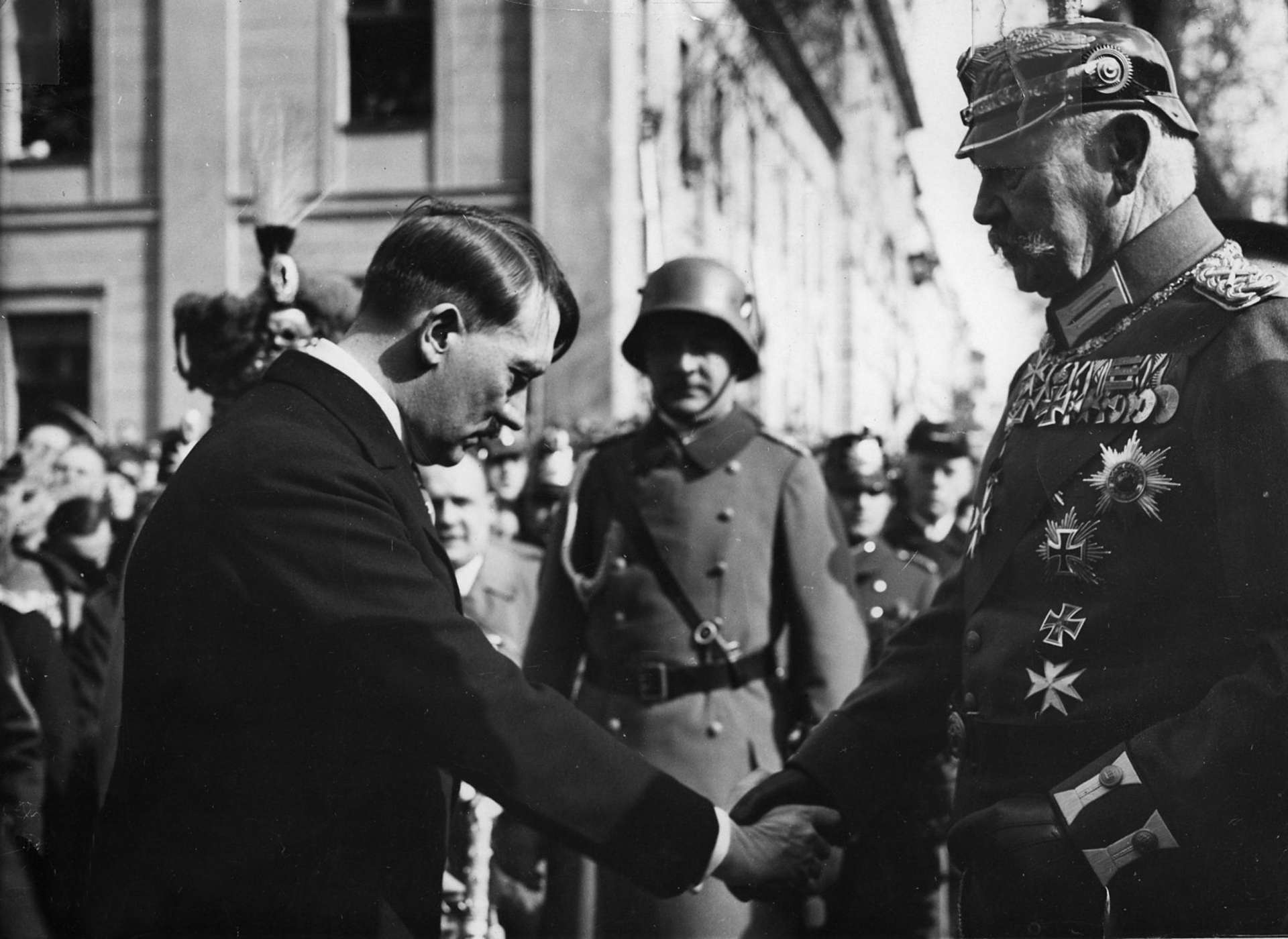
Adolf Hitler cumprimentando o presidente Paul von Hindenburg no Dia de Potsdam, em 21 de março de 1933

Em 21 de março de 1933, o novo Reichstag foi constituído com uma cerimônia feita na Igreja Garrison em Potsdam. Este "Dia de Potsdam" deveria demonstrar a unidade entre o movimento nazista e a velha elite prussiana e militar. Hitler utilizava um fraque e humildemente e com toda a reverência cumprimentou o presidente Hindenburg.
Para conquistar controle político total, apesar de não ter maioria absoluta no parlamento, o governo de Hitler levou para votação no recém-eleito Reichstag o projeto de lei Ermächtigungsgesetz (Lei habilitante de 1933). A lei, oficialmente chamada Gesetz zur Behebung der Not von Volk und Reich ("Lei para Redimir a Angústia do Povo e do Reich"), deu a Hitler e seu gabinete de governo o poder de passar leis sem o consentimento do Parlamento por um período de quatro anos. Estas leis (com certas exceções) não eram contempladas pela constituição.
Já que iria afetar a constituição, a Lei Habilitante precisava da aprovação de dois terços do parlamento para passar. Deixando nada ao acaso, os nazistas utilizaram provisões aprovadas no Decreto do Incêndio do Reichstag para prender 81 deputados comunistas e impediram que muitos parlamentares de esquerda, como os Sociais Democratas, participassem da votação.
Em 23 de março de 1933, o Reichstag se reuniu na Casa de Ópera Kroll sob circunstâncias turbulentas. Linhas de homens da SA serviam como guardas dentro do prédio, enquanto grandes grupos de opositores da proposta gritavam slogans de discórdia e ameaças durante a chegada dos parlamentares no prédio. A posição do Partido do Centro, a terceira maior legenda do Reichstag, era decisiva. Após Hitler verbalmente prometer a Ludwig Kaas, o líder deste partido, que Hindenburg reteria o poder de veto, Kaas anunciou que seus correligionários apoiariam a Lei Habilitante. No final, a lei passou por 441 votos a 84, com todos os partidos, exceto os Sociais Democratas, votando a favor (os comunistas foram impedidos de participar). A Lei Habilitante, junto com o Decreto do Incêndio do Reichstag, transformou, legalmente, o governo de Adolf Hitler em uma ditadura de facto.

### Expansão final dos poderes
| “ | Sob o risco de parecer estar falando besteira eu te digo que o Nacional Socialismo durará mais de 1000 anos! […] Não se esqueça como o povo riu de mim quinze anos atrás quando eu declarei que um dia governaria a Alemanha. Eles riem agora, de forma igualmente tola, quando eu digo que vou manter o poder! | ” |
|   | — Adolf Hitler em uma entrevista para um correspondente britânico em Berlim, em junho de 1934. |   |

Tendo alcançado poder legislativo e executivo total, Hitler e seus aliados iniciaram o processo de reprimir a oposição. O Partido Social Democrata foi banido e seus bens apreendidos. Enquanto várias lideranças de sindicatos estavam em Berlim para as atividades do Dia de Maio, soldados das SA atacaram escritórios dos líderes de sindicatos por todo o país. Em 2 de maio de 1933, todos os sindicatos foram dissolvidos e seus presidentes foram presos. Muitos foram enviados para os recém-abertos campos de concentração, onde os nazistas passaram a aprisionar os seus oponentes políticos. A Frente Alemã para o Trabalho, uma organização que visava representar todos os trabalhadores, administradores e donos de companhias, foi criada refletindo o conceito nazista de Volksgemeinschaft ("comunidade do povo").

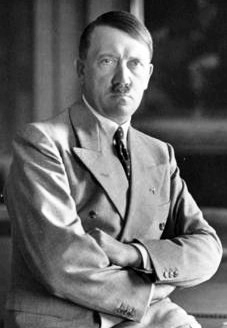
Em 1934, Hitler se tornou o Chefe de Estado da Alemanha sob o título de Führer und Reichskanzler ("Líder e Chanceler do Reich").

Ao fim de junho de 1934, vários partidos, não só de esquerda, passaram a ser dissolvidos. Isto incluiu o antigo parceiro de coalizão dos Nazistas, o DNVP; com a ajuda dos paramilitares da SA, Hitler forçou o seu líder, Alfred Hugenberg, a renunciar aos cargos ministeriais em 29 de junho. Duas semanas depois, o Partido Nazista foi declarado o único partido legal na Alemanha. A ascensão da SA como uma força política e militar causava ansiedade entre as elites militares, industriais e políticas na Alemanha. Em resposta, Hitler decidiu expurgar a liderança da SA na chamada "Nacht der langen Messer" (a "Noite das facas longas"), que aconteceu de 30 de junho a 2 de julho de 1934. Hitler mirou no seu velho amigo Ernst Röhm e em outros líderes da SA que, junto com outros adversários políticos (como Gregor Strasser e Kurt von Schleicher), foram presos e executados. Enquanto várias nações e muitos alemães ficaram chocados com os assassinatos, a maioria da população da Alemanha acreditava que estas ações eram simplesmente Hitler restaurando a ordem no país. O presidente Hindenburg, então prestes a completar 87 anos de idade, ficou desorientado ao ser informado sobre o massacre.
Em 2 de agosto de 1934, o presidente Paul von Hindenburg morreu. No dia anterior, o gabinete de governo aprovou a "Lei sobre o Mais Alto Cargo do Reich", que afirmava que, caso Hindenburg morresse, o cargo de presidente seria abolido e seus poderes seriam fundidos aos do chanceler da Alemanha. Hitler, então, tornou-se tanto chefe de estado quanto de governo, sendo formalmente chamado agora de Führer und Reichskanzler ("Líder e Chanceler"). Assim, ele derrubou o único remédio legal que poderia removê-lo do cargo. Sua ditadura estava agora firmemente estabelecida.
Como chefe de estado, Hitler se tornou o comandante em chefe das forças armadas. O tradicional juramento de lealdade feito pelos militares passou a ser um voto de lealdade pessoal a Hitler. Em 19 de agosto, a fusão da presidência e da chancelaria foi aprovada por quase 90% da população mediante plebiscito.

Estandarte pessoal de Adolf Hitler

No começo de 1938, Hitler usou de chantagem para consolidar seu poder sobre os militares instigando o Caso Blomberg-Fritsch. Hitler forçou seu ministro da guerra, o marechal Werner von Blomberg, a renunciar usando um dossiê que dizia que a nova esposa de Blomberg já tinha sido uma prostituta. O comandante do exército, o coronel-general Werner von Fritsch foi removido do seu cargo também após a Schutzstaffel (SS) produzir alegações de que ele tinha tido uma relação homossexual no passado. Na verdade, ambos estes homens haviam caído em desgraça com Hitler quando eles se opuseram à ordem do Führer para a Wehrmacht se preparar para uma guerra até 1938. Hitler substituiu o ministério da guerra pelo Oberkommando der Wehrmacht (OKW, ou "Alto Comando das Forças Armadas"), sob a chefia do general Wilhelm Keitel. No mesmo dia, dezesseis generais foram demitidos dos seus cargos e outros quarenta e quatro foram transferidos; todos estes homens eram suspeitos de não serem tão pró-nazismo. Em fevereiro de 1938, mais doze generais foram afastados dos seus cargos.
Hitler queria dar a sua ditadura toda a aparência de legalidade. Várias das leis que ele passou eram protegidas pelo Decreto do Incêndio do Reichstag e assim respeitando o Artigo 48 da Constituição de Weimar. O Parlamento renovou a Lei de Habilitante mais duas vezes, cada uma por um período de quatro anos. Enquanto eleições para o Reichstag continuaram (em 1933, 1936 e 1938), era apresentada aos eleitores uma lista com candidatos nazistas e pró-nazistas, que levaram em cada eleição pelo menos 90% dos votos válidos. A votação não era secreta; os nazistas ameaçavam com duras represálias quem votasse contra ou aqueles que pretendessem não votar.

## Ditador da Alemanha

### Economia e cultura

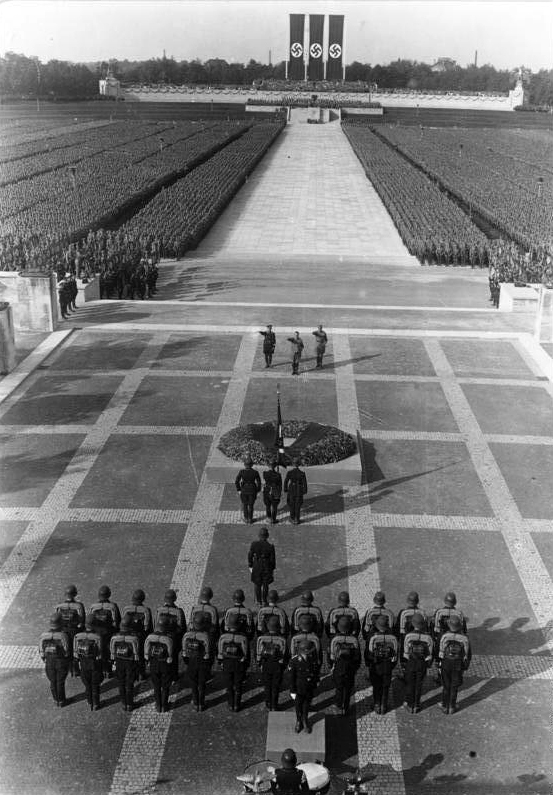
Uma cerimônia em honra aos mortos (Totenehrung) feita no Salão da Honra (Ehrenhalle) na área de desfile do Partido Nazista, em Nurembergue, setembro de 1934.

Em agosto de 1934, Hitler nomeou o presidente do Reichsbank, Hjalmar Schacht, como o novo Ministro da Economia e no ano seguinte, iniciou os processos de reforma econômica para preparar o país para a guerra. A reconstrução e rearmamento do país foram financiados pelas leis Mefo-Wechsel, imprimindo dinheiro e tomando bens de pessoas presas como inimigos do Estado, incluindo milhares de judeus. O número de desempregados caiu de seis milhões em 1932 para menos de um milhão em 1936. Hitler supervisionou um extenso programa de reorganização e melhorias da infraestrutura da Alemanha, levando à construção de represas, autobahns, ferrovias e outras obras públicas. De início os salários caíram no final da década de 1930, enquanto o custo de vida aumentou. Porém a média salarial voltou a subir em 1939, com o alemão comum trabalhando uma jornada de 47 a 50 horas semanais.
O governo de Hitler patrocinou várias obras de arquitetura em imensa escala. Albert Speer, instrumental em implementar a reinterpretação do Führer da cultura alemã, foi colocado na liderança da proposta de renovação arquitetônica de Berlim. Em 1936, Hitler participou da cerimônia de abertura dos Jogos Olímpicos de Verão na capital alemã.

### Rearmamento e novas alianças
Em 3 de fevereiro de 1933, durante uma reunião com a liderança militar alemã, Hitler falou que a "conquista do Lebensraum no Leste e a implacável Germanização" eram seus objetivos principais de política externa. Em março, o príncipe Bernhard Wilhelm von Bülow, secretário do Auswärtiges Amt (Ministério de Relações Exteriores), emitiu uma declaração dos principais objetivos de política externa do país: o Anschluss com a Áustria, a restauração das fronteiras nacionais de 1914 da Alemanha, rejeição de todas as restrições militares impostas pelo Tratado de Versalhes, devolução das colônias alemãs na África e a criação de uma zona de influência alemã na Europa Oriental. Hitler achava, na verdade, que os objetivos de Bülow eram modestos demais. Em discursos feitos na época, ele afirmou que suas políticas eram pacíficas e estava disposto a trabalhar dentro dos acordos internacionais. Na sua primeira reunião de gabinete em 1933, Hitler priorizou o aumento de gastos militares.

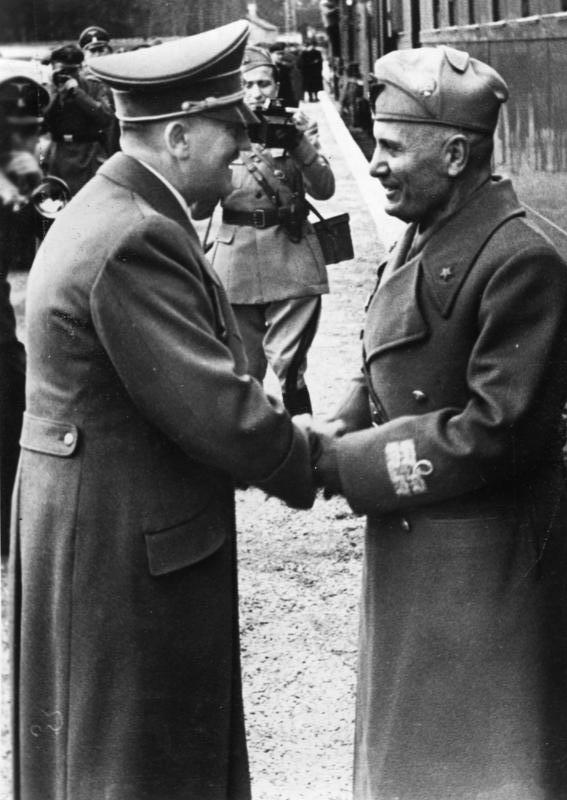
Adolf Hitler e Benito Mussolini (direita) se encontrando em 1943. A Itália e a Alemanha assinaram um acordo de cooperação e aliança em outubro de 1936.

Hitler retirou a Alemanha da Liga das Nações e da Conferência para o Desarmamento em Genebra em outubro de 1933. Em janeiro de 1935, mais de 90% da população de Saarland, até então sob administração da Liga das Nações, votou num plebiscito por se unir à Alemanha. Em março, Hitler anunciou que a Wehrmacht seria expandida para mais de 600 000 membros — seis vezes mais que o número permitido pelo Tratado de Versalhes — incluindo o desenvolvimento de uma nova força aérea (Luftwaffe) e o aumento da marinha de guerra (Kriegsmarine). O Reino Unido, a França, a Itália e outros países da Liga das Nações protestaram contra o rearmamento alemão em violação do Tratado de 1919, mas nada fizeram para impedi-lo. O Acordo Naval Anglo-Germânico de 18 de junho de 1935 permitiu que a tonelagem da marinha alemã aumentasse para 35% daquele da marinha britânica. Hitler chamara tal acordo com os ingleses de "o melhor dia da minha vida", acreditando que este acordo seria o primeiro passo para a aliança anglo-germânica que ele havia previsto no Mein Kampf. A França e a Itália não foram consultadas a respeito deste entendimento, minando diretamente a Liga das Nações e jogando o Tratado de Versalhes no caminho da irrelevância.
Sob ordens do Führer, a Alemanha reocupou a zona desmilitarizada da Renânia em março de 1936, em uma nova violação direta do Tratado de Versalhes. Hitler também enviou ajuda ao General Francisco Franco durante a sangrenta guerra civil espanhola, após receber um pedido de assistência dos nacionalistas espanhóis em julho de 1936, mandando então armamentos e tropas para a Espanha. Entre os militares alemães enviados para auxiliar Franco, estava a Legião Condor, constituída por unidades de todos os ramos do exército alemão (força aérea, blindados, inteligência, transporte, unidades navais e de treino), ficando conhecida pelo bombardeamento maciço de Guernica. Ao mesmo tempo, Hitler continuou com seu esforço de criar uma aliança Anglo-Germânica.
Em agosto de 1936, em resposta a um princípio de crise econômica devido aos gastos com o rearmamento, Hitler ordenou que Göring implementasse o Vierjahresplan ("Plano de Quatro Anos") para preparar a Alemanha para a guerra nos próximos quatro anos. O plano previa uma luta total entre os "Judeus-Bolchevistas" e o nazismo alemão, onde Hitler pretendia prosseguir com o rearmamento do país, independentemente do custo econômico.
O conde Galeazzo Ciano, ministro de relações exteriores do governo de Benito Mussolini, declarou um eixo Alemanha e Itália, e em 25 de novembro de 1936, os alemães assinaram o Pacto Anticomintern com o Japão. Reino Unido, China, Itália e Polônia também foram convidados para se unir a este pacto, que tinha como propósito defender as nações do comunismo, mas apenas os italianos aceitaram, assinando o acordo em 1937. Hitler abandonou seu plano de uma aliança Anglo-Germânica, culpando a "inadequada" liderança política britânica.
Em uma reunião na Chancelaria do Reich com seus ministros de estado e chefes militares, em novembro de 1936, Hitler voltou a falar de suas intenções de estabelecer o Lebensraum para o povo alemão. Ele ordenou que preparações fossem feitas para uma guerra no leste, para começar, no mais cedo, em 1938 ou, no mais tardar, em 1943. Ele acreditava que a queda no padrão de vida na Alemanha como resultado de uma crise econômica poderia apenas ser parada por uma agressão militar para anexar a Áustria e ocupar a Tchecoslováquia. Hitler exigiu ações rápidas antes que a França e o Reino Unido passassem à frente na corrida armamentista. No começo de 1938, na sequência do Caso Blomberg-Fritsch, Hitler tomou o controle total do aparato das políticas externa e militar, apontando a si mesmo como Oberster Befehlshaber der Wehrmacht ("comandante supremo das forças armadas"). De 1938 em diante, Hitler fazia uma política externa que, em última análise, destinava-se à guerra.

## Segunda Guerra Mundial

### Sucessos diplomáticos iniciais

#### Aliança com o Japão

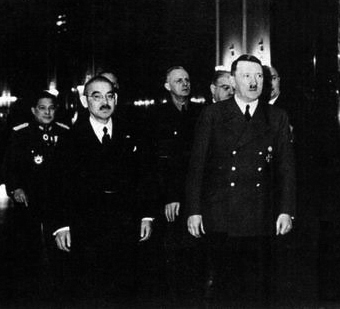
Hitler e o ministro de relações exteriores japonês, Yōsuke Matsuoka, em uma reunião em Berlim em março de 1941. Entre os dois pode ser visto Joachim von Ribbentrop.

Em fevereiro de 1938, seguindo o conselho do seu novo ministro de relações exteriores, o conde Joachim von Ribbentrop, Hitler começou a encerrar a Aliança Sino-Alemã com a República da China para então firmar uma maior cooperação com o mais poderoso e moderno Império do Japão. Hitler anunciou que reconhecia a região de Manchukuo, o estado fantoche ocupado pelos japoneses da Manchúria, e que renunciava às reivindicações sobre as antigas colônias alemãs na Ásia, que foram ocupados pelo Japão após a primeira guerra mundial. O führer alemão ordenou o fim do envio de carregamentos de armas para a China e chamou de volta todos os oficiais alemães trabalhando com o exército chinês. Em retaliação, o general Chiang Kai-shek (líder de facto da China) cancelou todos os acordos econômicos entre os países, privando a Alemanha de muitas matérias-primas chinesas.

#### Áustria e Tchecoslováquia
Em 12 de março de 1938, Hitler anunciou a unificação da Áustria com a Alemanha Nazista (o Anschluss). A anexação austríaca foi rápida e sem percalços. Ele então virou sua atenção para a população etnicamente alemã na região dos Sudetos na Tchecoslováquia.
Entre 28 e 29 de março de 1938, Hitler teve várias reuniões secretas em Berlim com Konrad Henlein do Sudetendeutsche Partei, o maior partido pan-germânico dos Sudetos. Os dois concordaram que Henlein passaria a exigir do governo tchecoslovaco mais autonomia para os alemães dos Sudetos, assim dando um motivo para intervenção militar alemã no país. Em abril de 1938, Henlein disse para o ministro de relações exteriores da Hungria que "não importa o que o governo tcheco ofereça, ele aumentaria as exigências […] ele queria sabotar um entendimento de toda a forma porque essa era a única maneira de explodir a Tchecoslováquia rapidamente". Em privado, Hitler considerava a região dos sudetos como não muito importante; seu principal objetivo era conquistar a Tchecoslováquia e tomar o controle de sua forte indústria.

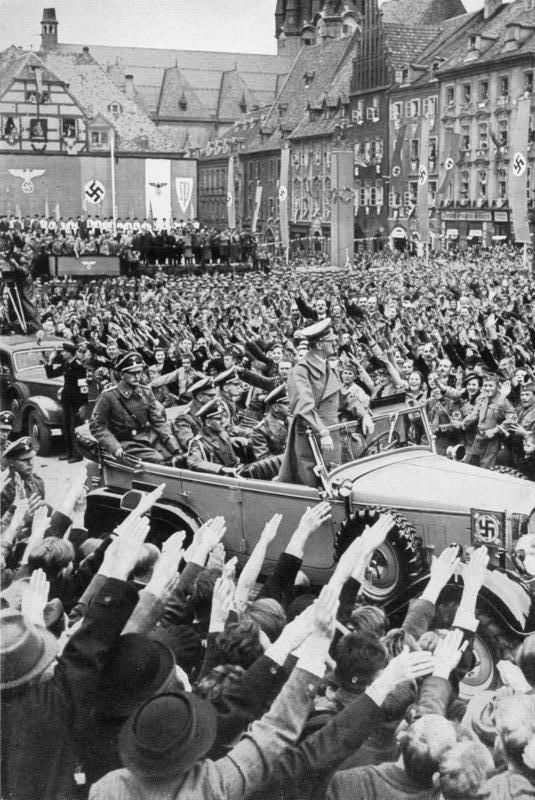
Outubro de 1938: Hitler (em pé na sua Mercedes) sendo saudado pela população de Cheb (Eger), na parte de maioria alemã do Sudetos na região da Tchecoslováquia, que foi anexada a Alemanha após a assinatura do Acordo de Munique.

Ainda em abril de 1938, Hitler ordenou que o quartel-general das forças armadas (o OKW) preparasse um plano, o Fall Grün ("Caso Verde"), para a invasão da Tchecoslováquia. Como resultado de intensa pressão diplomática por parte dos franceses e britânicos, a 5 de setembro, o presidente tchecoslovaco Edvard Beneš anunciou o "quarto plano" para reorganização constitucional do seu país, cedendo às exigências de Henlein a respeito da autonomia dos Sudetos. Alemães tchecos simpatizantes dos nazistas passaram então organizar protestos e ações contra o governo, enfrentando a polícia tcheca, forçando a declaração de lei marcial nos Sudetos.
A Alemanha dependia muito da importação de petróleo; então confronto com a Grã-Bretanha a respeito da Tchecoslováquia poderia resultar em um embargo de combustível aos alemães. Isso forçou Hitler a cancelar o plano Fall Grün, que estava sendo planejado para outubro de 1938. Em 29 de setembro, Hitler, Neville Chamberlain, Édouard Daladier e Mussolini se reuniram em Munique e firmaram um acordo, que deu o controle dos distritos dos Sudetos para a Alemanha.
Chamberlain ficou satisfeito com os resultados da conferência de Munique, afirmando que significava "peace for our time" ("Paz para o nosso tempo"), enquanto Hitler estava irritado a respeito da oportunidade perdida para a guerra em 1938; ele expressou este desapontamento em um discurso feito em 9 de outubro em Saarbrücken. Segundo ele, a paz feita pelos britânicos, apesar de favorável para os termos alemães, foi uma derrota diplomática que estragou seus planos de limitar o poder britânico na Europa Continental para abrir caminho para o poder da Alemanha no leste. Como resultado da Conferência de Munique, Hitler foi nomeado pela revista Time como o "Homem do Ano" de 1938.
Ao fim de 1938 e começo de 1939, para evitar uma crise econômica, devido aos altos gastos do governo, Hitler anunciou cortes no orçamento de defesa. No seu discurso de "Exportar ou Morrer" de 30 de janeiro de 1939, ele anunciou seus planos de aumentar as exportações da Alemanha e o comércio internacional para pagar pelas tão necessárias matérias-primas (como minério de ferro) para completar a reconstrução das forças armadas. Ao fim da década de 1930, a economia alemã voltou a crescer com força total e sua indústria se tornou uma das mais poderosas do mundo, com a Alemanha retomando seu posto de grande centro tecnológico e de inovação.
Em 15 de março de 1939, em violação do Acordo de Munique, Hitler ordenou que a Wehrmacht invadisse Praga e ocupasse a Boêmia e a Morávia, proclamando a criação de um protetorado na região. Um dos motivos desta invasão era a necessidade crônica de matérias-primas para suprir a economia alemã e impedir uma nova crise.

### Começo da Segunda Guerra Mundial
Em discussões privadas em 1939, Hitler declarou que o Reino Unido era o principal inimigo do país e que a Polônia deveria ser obliterada como prelúdio para a guerra com os ingleses. O flanco leste da Alemanha tinha que estar seguro e terras da Lebensraum adicionadas ao país. Em 31 de março de 1939, o governo britânico "garantiu" apoio para um Estado polonês independente e isso irritou os nazistas. Hitler afirmou: "Vou preparar-lhes uma bebida do diabo". Em um discurso em Wilhelmshaven para o lançamento do navio de guerra Tirpitz, em 1 de abril, ele ameaçou romper o Acordo Naval Anglo-Germânico se os britânicos continuassem a dispensar apoio para os poloneses, numa política que ele descreveu como um "cerco". Para os nazistas, a Polônia deveria virar um estado satélite alemão ou deveria ser neutralizada para garantir a segurança do flanco esquerdo do Reich para impedir um bloqueio inglês. Hitler inicialmente favorecia a ideia de criar estados satélites nas fronteiras, mas após a rejeição do governo polonês para algum tipo de acordo, ele decidiu que iria invadir o país e fez disso seu objetivo de política externa para 1939. Em 3 de abril, Hitler ordenou que as forças armadas preparassem um plano, o Fall Weiss ("Caso Branco"), para atacar a Polônia. Em um discurso para o Reichstag, em 28 de abril, ele renunciou tanto ao Acordo Naval Anglo-Germânico como ao Pacto de não agressão alemão-polonês.

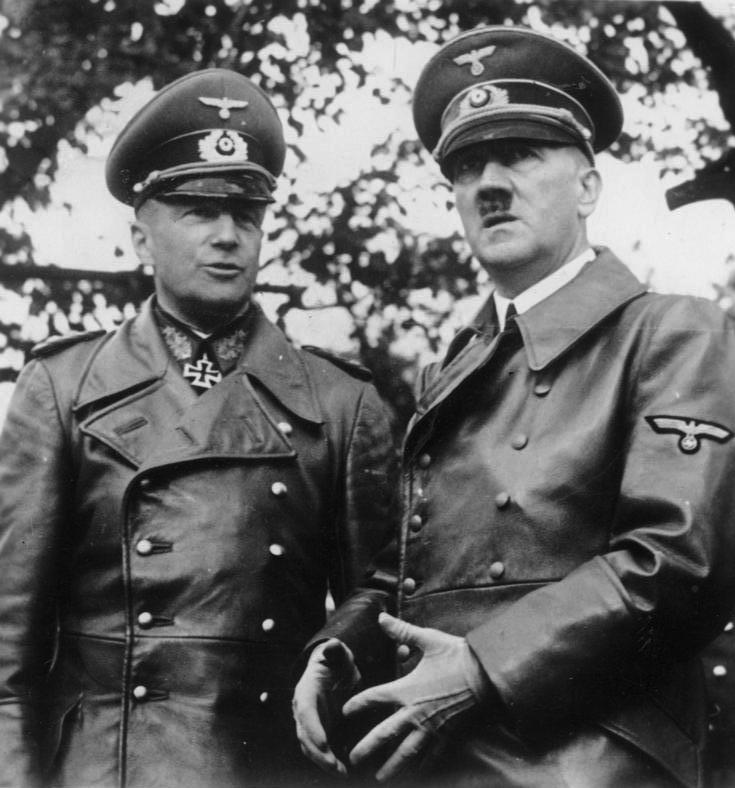
Hitler e o marechal de campo Walther von Brauchitsch em 1939.

Hitler estava preocupado que um ataque militar contra a Polônia poderia causar uma guerra prematura contra o Reino Unido. O ministro de relações exteriores da Alemanha e ex-embaixador em Londres, Joachim von Ribbentrop, garantiu que nem a Grã-Bretanha ou a França iriam honrar seus acordos para proteger a Polônia. Assim, em 22 de agosto de 1939, Hitler ordenou uma mobilização militar contra os poloneses.
O plano de invasão da Polônia necessitava do apoio tácito da União Soviética, a principal potência do leste europeu. Foi firmado então um pacto de não agressão entre os alemães e os soviéticos (o Pacto Molotov-Ribbentrop), que também firmava, com o ditador russo Joseph Stalin, um acordo secreto para partição do território polonês entre as duas nações. Ao contrário do que Ribbentrop havia previsto, contudo, os britânicos assinaram um tratado de aliança com a Polônia, em 25 de agosto de 1939. Isso, junto com notícias de que a Itália de Mussolini não iria honrar o Pacto de Aço para ajudar a Alemanha, fez com que Hitler adiasse seus planos para fazer guerra, de 25 de agosto para 1 de setembro. Hitler não conseguiu garantir a neutralidade britânica ao oferecer a Londres um pacto de não agressão em 25 de agosto; ele então instruiu Ribbentrop para apresentar um plano de paz de última hora numa tentativa de botar a culpa da guerra na inação polonesa e britânica.
Em 1 de setembro de 1939, a Alemanha invadiu a Polônia pelo oeste, sob o pretexto de que lhes havia sido negado acesso à Cidade Livre de Danzig e ao território do Corredor polonês, regiões que pertenciam aos alemães antes do Tratado de Versalhes. Em resposta, o Reino Unido e a França declararam guerra à Alemanha em 3 de setembro, surpreendendo Hitler. O ditador alemão teria então se irritado com Ribbentrop e se virou para ele e gritou "E agora?" Para sua sorte, os britânicos e franceses não agiram imediatamente, e em 17 de setembro, tropas soviéticas invadiram a Polônia pelo leste.

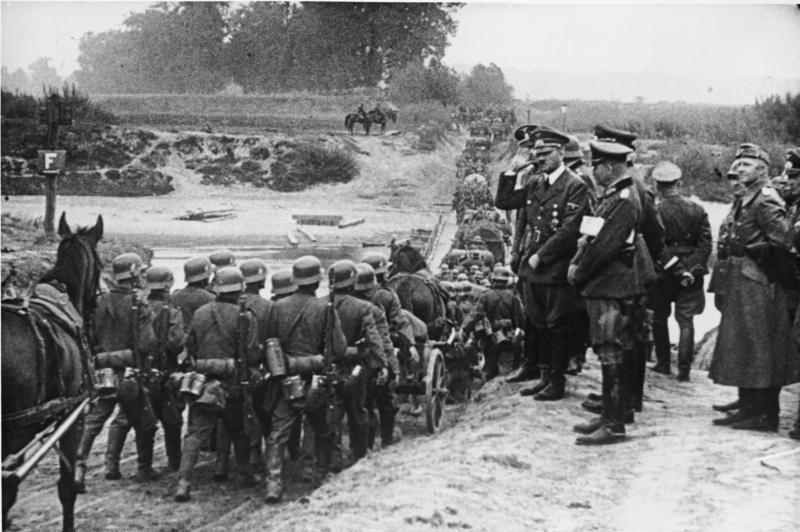
Hitler em revista as tropas alemãs durante a invasão da Polônia, em setembro de 1939.

A Polônia foi conquistada em apenas um mês. O que se seguiu foi um período chamado de "Guerra de Mentira", ou Sitzkrieg ("guerra sentada"). Hitler instruiu então que os dois Gauleiters da Polônia, Albert Forster (do Reichsgau Danzig Westpreußen) e Arthur Greiser (do Reichsgau Wartheland), iniciassem o processo de "germanização" dos territórios ocupados, "sem querer saber" como isso seria alcançado. Os alemães então começaram um brutal processo de limpeza étnica contra a população polonesa, mirando especialmente na população judaica local. Greiser reclamou com Hitler que Forster estava aceitando milhares de poloneses como "racialmente" alemães, ameaçando a "pureza racial" pregada pelo nazismo. Hitler não se interessou em se envolver. Esse tipo de inação fazia parte de um dos estilos de trabalhar do Führer: Hitler dava instruções vagas e esperava que seus subordinados agissem em suas próprias políticas.
Outra disputa começou com Heinrich Himmler e Greiser, que advogavam políticas de limpeza racial, contra Hermann Göring e Hans Frank (Governador do Governo Geral da Polônia ocupada), que queriam transformar o território polonês no "celeiro" do Reich, utilizando mão de obra local escrava. Em 12 de fevereiro de 1940, Hitler decidiu por favorecer a visão de Göring e Frank, que terminou com as deportações em massa que não eram boas para a economia. A partir de maio de 1940, milhares de poloneses passaram a ser usados como escravos para suprir a máquina de guerra da Alemanha. Hitler elogiou os planos de Himmler e iniciou uma política para lidar com os judeus na Polônia, dando início ao Holocausto em território polonês.

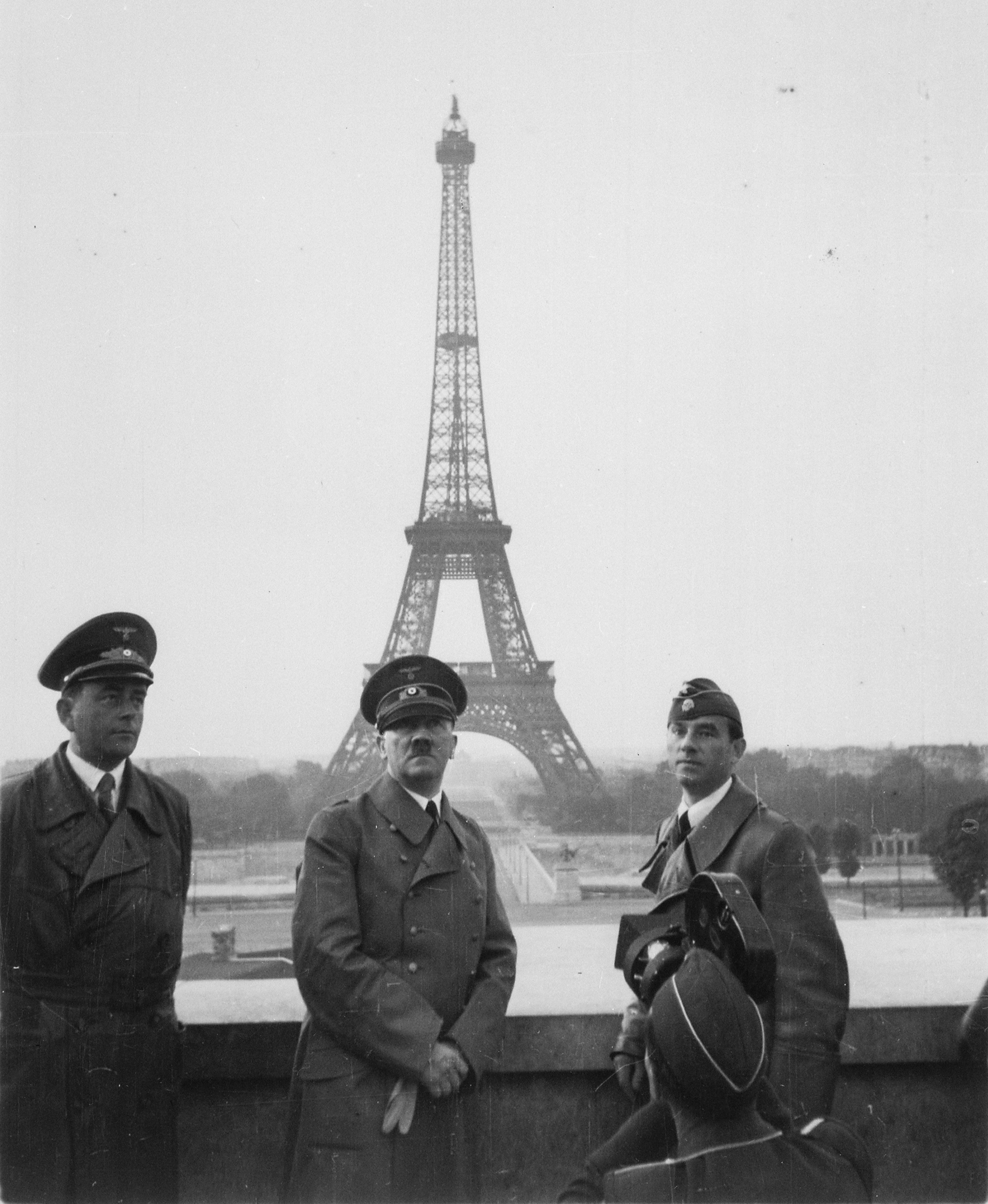
Hitler durante sua visita à cidade de Paris, logo após a queda da cidade. Ele está acompanhado por Albert Speer (esquerda) e o escultor Arno Breker (direita), em 23 de junho de 1940.

No começo de 1940, Hitler começou a engrossar as defesas no oeste da Alemanha e a convocar tropas para campanhas militares. Em abril, forças alemãs invadiram e tomaram de assalto a Noruega e a Dinamarca. No dia 9 desse mês, Hitler proclamou o Grande Reich Germânico, sua visão de um império unificado de todas as nações germânicas da Europa, com os holandeses, flamengos e escandinavos se juntando à política de "pureza racial" sob a liderança alemã. Em maio de 1940, a Alemanha atacou a França e conquistou Luxemburgo, os Países Baixos e a Bélgica. Essas vitórias convenceram Mussolini a trazer a Itália para a guerra ao lado dos alemães a 10 de junho. Sem alternativa, os franceses decidiram pedir a cessação das hostilidades. A França e a Alemanha assinaram um armistício em 22 de junho. Arthur Greiser afirmou que a popularidade de Hitler – e o apoio à guerra – entre o povo alemão chegou ao seu auge em 6 de julho de 1940, quando Hitler voltou para Berlim após visitar Paris. Milhares de pessoas foram às ruas para saudar o Führer. Após as vitórias rápidas nas frentes de batalha, Adolf Hitler promoveu doze generais para a patente de marechal de campo.
Os britânicos, cujas tropas foram derrotadas na batalha de Dunquerque e tiveram que evacuar de forma desesperada da França através da operação Dínamo, continuaram a lutar na Batalha do Atlântico junto com seus Domínios ultramarinos. Hitler chegou a fazer propostas de paz para o líder britânico, Winston Churchill, mas este rejeitou, jurando lutar até a morte. Irritado, Hitler ordenou uma série de ataques aéreos para destruir as bases da força área britânica e seus postos de radar no sul da Inglaterra. A Luftwaffe (força aérea nazista) falhou em derrotar a aviação inglesa no que ficou conhecido como "a Batalha da Grã-Bretanha". Ao fim de outubro de 1940, Hitler percebeu que já não dava mais para garantir a superioridade aeronaval sobre a Inglaterra e decidiu por adiar indefinidamente a invasão das ilhas britânicas (a Operação Leão Marinho), e então ordenou uma enorme campanha de bombardeios aéreos punitivos contra várias cidades britânicas, como Londres, Plymouth e Coventry.
Em 27 de setembro de 1940, o Pacto Tripartite foi assinado em Berlim com Saburō Kurusu do Império do Japão, Hitler e o ministro de relações exteriores italiano, Galeazzo Ciano. O acordo de cooperação se expandiu, abrangendo a Hungria, a Romênia e a Bulgária, formando o Eixo. A tentativa de Hitler de integrar a União Soviética ao bloco antibritânico falhou em novembro. Então, em busca de novas regiões para conquistar matérias-primas (principalmente minério de ferro e petróleo), foi iniciado o planejamento de invasão do território soviético.
Na primavera de 1941, a guerra ia bem para a Alemanha e a popularidade de Hitler estava mais alta do que nunca. A Wehrmacht enviou o Afrika Korps para o norte da África para tomar a região e abrir caminho para um ataque ao Oriente Médio. Em fevereiro, os alemães chegaram à Líbia para apoiar os italianos. Em abril, Hitler mandou tropas para os Bálcãs e invadiu a Iugoslávia, movendo-se logo em seguida para conquistar a Grécia. Por ordens do Führer, os alemães ajudaram os iraquianos a lutar contra os britânicos e depois invadiram e conquistaram a ilha de Creta.

### Holocausto
| “ | Se os financiadores judeus internacionais de dentro e fora da Europa forem bem-sucedidos em mergulhar as nações mais uma vez numa guerra mundial, então o resultado não seria a bolchevização da Europa, e, assim, a vitória dos judeus, mas a aniquilação da raça judia da Europa! | ” |
|   | — Discurso de Adolf Hitler no Reichstag, em 30 de janeiro de 1939. |   |

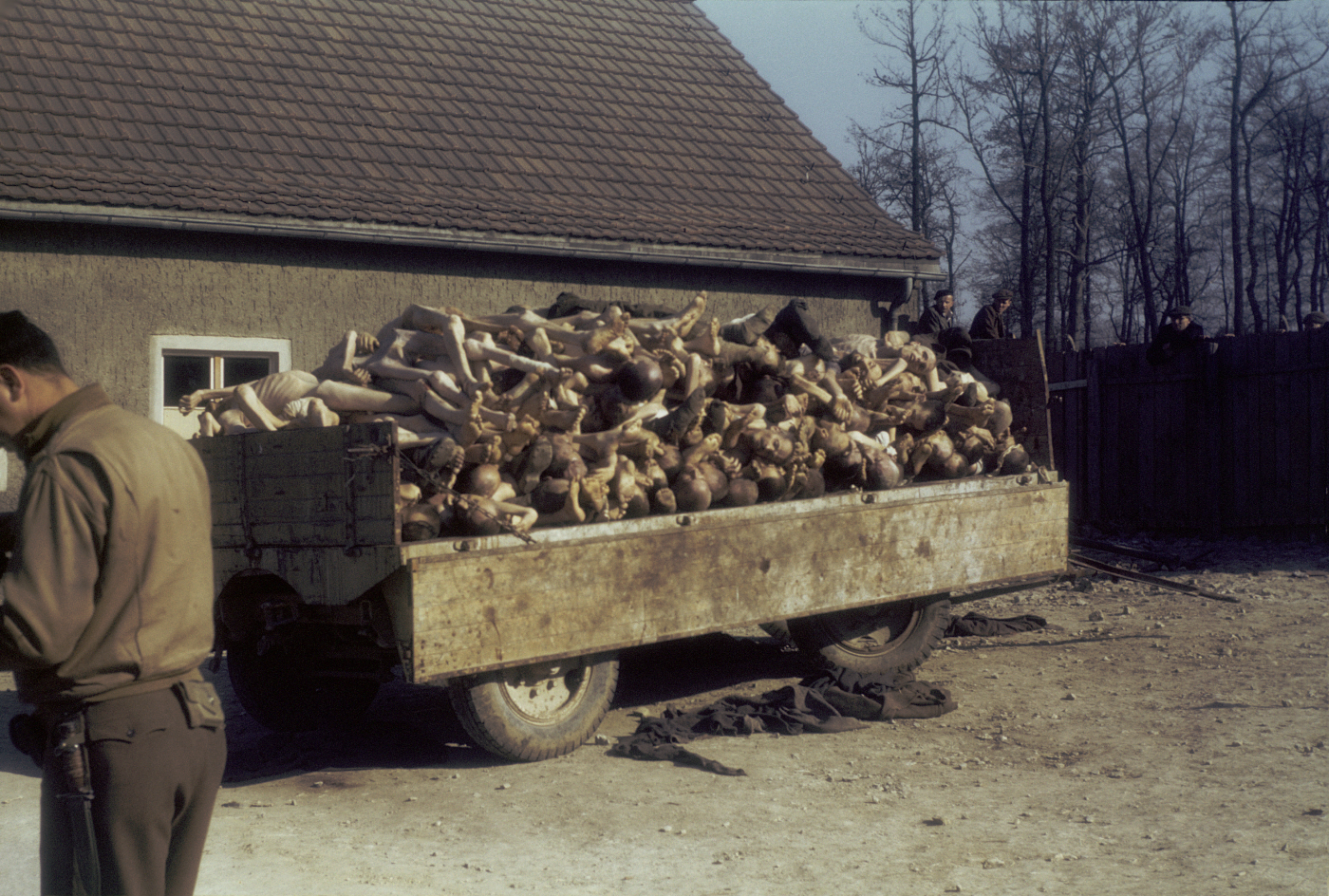
Um vagão cheio de corpos fora de um crematório no campo de concentração de Buchenwald, em abril de 1945.

O Holocausto e a guerra da Alemanha no leste eram baseados na visão de longa data de Hitler de que os judeus eram os verdadeiros inimigos do Reich e do povo alemão e que o Lebensraum ("espaço vital") era necessário para a expansão da Alemanha. Ele focou no leste da Europa para a sua expansão, mirando em derrotar a Polônia e a União Soviética e então removendo os judeus e os eslavos. O Generalplan Ost ("Plano Geral Leste") previa a deportação da população da Europa oriental e da União Soviética para o oeste da Sibéria, para serem usados como mão de obra escrava ou para serem mortos; os territórios tomados seriam então ocupados por colonizadores alemães ou passariam por um processo de germanização. A ideia era implementar este plano após a conquista da União Soviética, mas quando isso falhou Hitler antecipou os planos. Em janeiro de 1942, Hitler decidiu que os judeus, eslavos e outros deportados considerados "indesejáveis" seriam mortos. No mesmo ano, a cúpula nazista orquestrou a chamada "Solução Final" para o problema judeu, para exterminar todos os que o regime considerasse indesejáveis e inferiores.

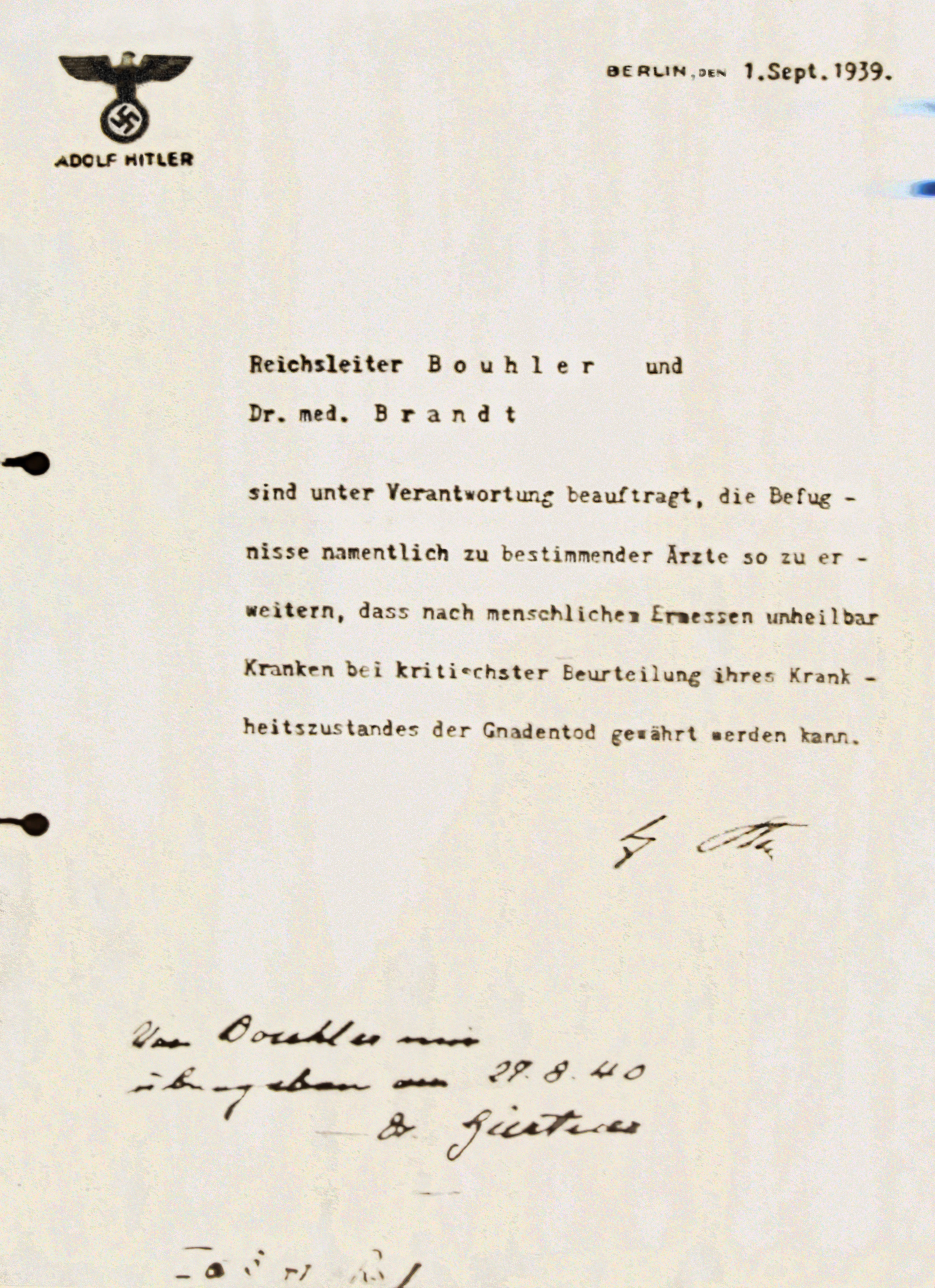
A ordem, assinada por Hitler, autorizando a Aktion T4, datada de 1 de setembro de 1939.

O genocídio foi ordenado por Hitler e organizado por Heinrich Himmler e Reinhard Heydrich. Os arquivos da Conferência de Wannsee, que aconteceu em 20 de janeiro de 1942 e foi presidido por Heydrich, na presença de quinze oficiais de alta patente nazistas, mostram a prova definitiva de que o genocídio em massa (o Holocausto) foi sistematicamente planejado e premeditado. Em 22 de fevereiro, Hitler afirmou: "nós iremos reganhar nossa saúde apenas eliminando os judeus". Apesar de nunca ter havido uma ordem direta e expressa de Hitler autorizando os assassinatos em massa em seus discursos públicos, ordens dos seus generais e diários oficiais nazistas demonstram que ele concebeu e autorizou o extermínio dos judeus da Europa. Ele autorizou as ações dos Einsatzgruppen — esquadrões da morte da SS que atuavam principalmente na Polônia, nos Bálcãs e na União Soviética — e estava ciente de todas as suas atividades. No verão de 1942, Auschwitz foi expandido para atender a um maior número de deportados para serem mortos ou escravizados. Campos de concentração, pequenos e grandes, começaram a aparecer pela Europa, com vários destes devotados primordialmente para o extermínio. Apenas em Auschwitz-Birkenau morreram mais de um milhão de pessoas.
Entre 1939 e 1945, a Schutzstaffel (SS), auxiliada por colaboradores dos países ocupados, foi a principal responsável pelos mais de onze milhões de mortos no Holocausto, incluindo 5,5 a 6 milhões de judeus (ou quase dois terços da população judia da Europa), e 200 000 a 1 500 000 ciganos porajmos. As mortes aconteceram primordialmente em campos de concentração e de extermínio, nos guetos e em outras áreas de execução em massa. Muitas vítimas do Holocausto morreram em câmaras de gás, enquanto outros morreram de fome, doenças ou maus tratos enquanto faziam trabalhos forçados. Além da eliminação dos judeus, os nazistas planejavam também acabar com a população (algo em torno de 30 milhões de pessoas) nos territórios ocupados através da fome em um plano chamado Hungerplan ("Plano Fome"). Os suprimentos de comida dos países eram desviados para alimentar o exército alemão ou para os civis na Alemanha. Cidades foram arrasadas e terras descartadas ou ocupadas com colonos alemães. Juntos, o Hungerplan e o Generalplan Ost levaram, por consequência, à fome de mais de 80 milhões de pessoas na União Soviética. Isso ajudou a cumprir os planos democídas e terminaram na morte de quase 19,3 milhões de civis e prisioneiros de guerra.
As políticas de Hitler resultaram na morte de pelo menos dois milhões de poloneses e mais de três milhões de prisioneiros de guerra soviéticos, comunistas, prisioneiros políticos, homossexuais, pessoas física e intelectualmente deficientes, testemunhas de Jeová, adventistas e líderes de sindicatos. Hitler não falava publicamente a respeito dessas mortes e, até onde se sabe, nunca visitou um campo de concentração.

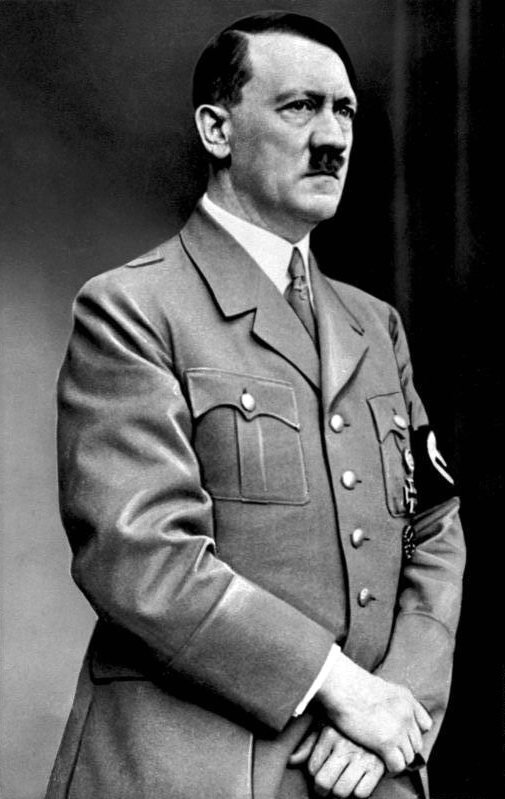
Adolf Hitler, o führer da Alemanha Nazista.

Os nazistas acreditavam no conceito de higiene racial. Em 15 de setembro de 1935, Hitler apresentou duas leis — conhecidas como Leis de Nuremberg — para o Reichstag. Tais leis baniam relações sexuais e casamentos entre arianos e judeus e depois foram expandidas para incluir "ciganos, negros e suas crianças bastardas". A lei tirou a cidadania de todos os não arianos e proibiu o emprego de mulheres não judias com menos de 45 anos em casas de famílias judiais. As políticas de eugenia de Hitler miravam crianças com deficiências ou que tinham problemas de desenvolvimento em geral em um programa chamado de Kinder-Euthanasie, e depois ele autorizou um programa de eutanásia para adultos com sérios problemas mentais e deficiências físicas, no que ficou conhecido como Aktion T4.

### Caminho para a derrota
Em 22 de junho de 1941, quebrando o Pacto de não agressão firmado em 1939, cerca de 4 milhões de soldados do Eixo invadiram a União Soviética. Esta ofensiva (codinome Operação Barbarossa) tinha como objetivo destruir o Estado soviético e assumir o controle dos seus abundantes recursos naturais para alimentar a máquina de guerra nazista contra o Ocidente. O ataque inicial foi um sucesso, com as forças alemãs conquistando várias regiões, incluindo a região Báltica, a Bielorrússia e o oeste da Ucrânia. Em agosto de 1941, as forças do Eixo avançaram mais de 500 km dentro do território soviético. Logo após as tropas nazistas terem derrotado o exército vermelho na Batalha de Smolensk, Hitler ordenou que o Grupo de Exércitos Centro temporariamente se detivesse nas cercanias de Moscou e enviou tropas para cercar Leningrado e Kiev. Seus generais discordaram disso, preferindo ter focado suas forças em avançar contra a capital russa. Hitler manteve-se irredutível e as lideranças militares da Wehrmacht começaram a questionar a estratégia da guerra. Esta parada deu tempo para o exército soviético se reorganizar e mobilizar suas reservas; a decisão de Hitler de atrasar o ataque contra Moscou é considerada como um dos maiores erros táticos do conflito. Em novembro de 1941 Hitler finalmente ordenou que a ofensiva contra Moscou recomeçasse, mas o avanço terminou em desastre em dezembro.

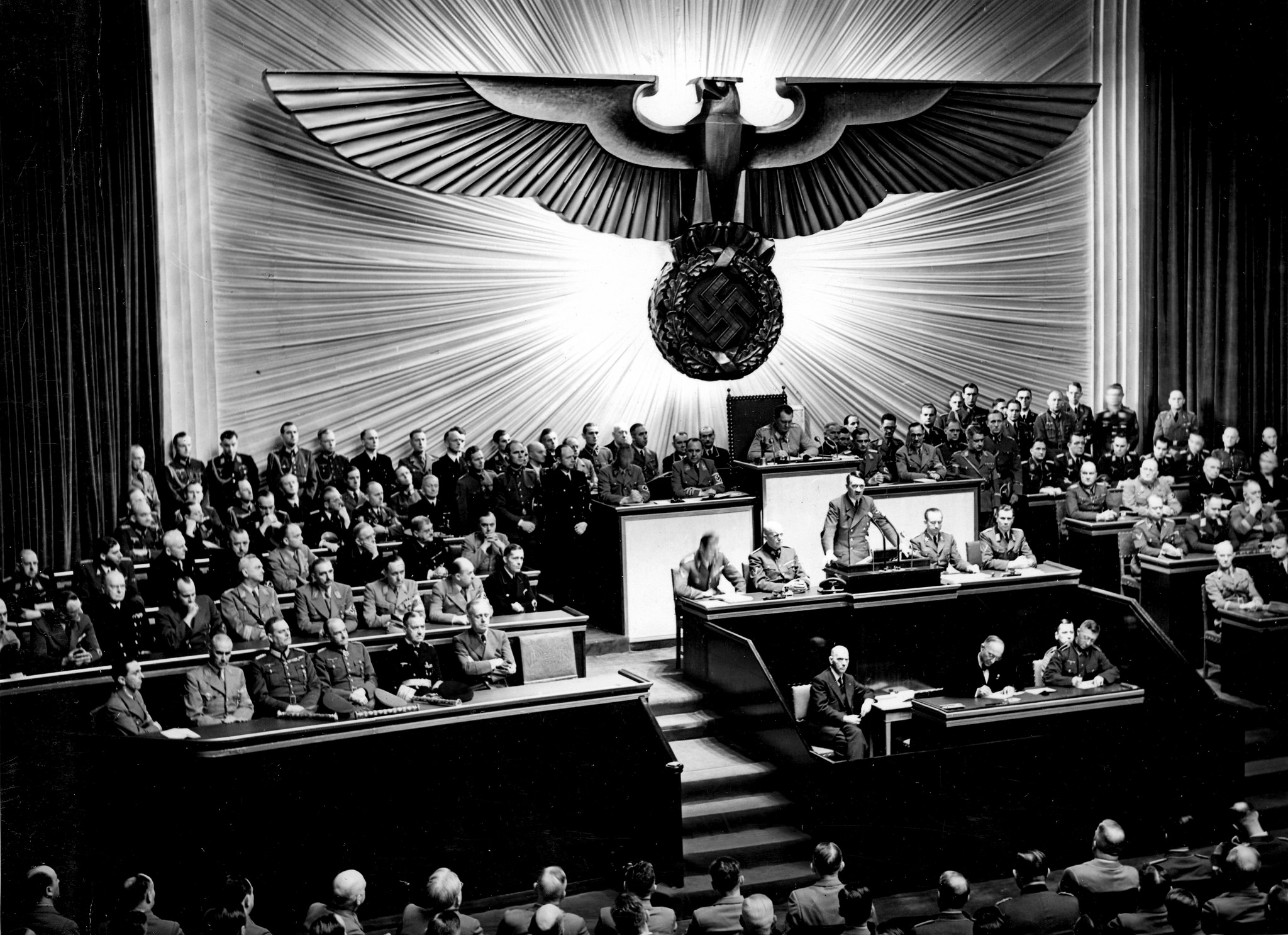
Hitler na declaração de guerra contra os Estados Unidos no Reichstag, em 11 de dezembro de 1941.

Em 7 de de dezembro de 1941, o Japão lançou um ataque contra a base americana de Pearl Harbor, no Havaí. Quatro dias mais tarde, Hitler declarou guarra contra os Estados Unidos. Seus conselheiros, como o seu ministro de relações exteriores, o conde Ribbentrop, tentaram dissuadi-lo disso, mas Hitler achava que confrontar os americanos poderia trazer apoio dos japoneses na sua luta contra a União Soviética, mas Tóquio estava ocupado demais lutando na Guerra do Pacífico. Para muitos historiadores, esta decisão foi mais um erro de cálculo de Hitler.
Em 18 de dezembro de 1941, Himmler perguntou a Hitler, "O que fazer com os judeus da Rússia?" e recebeu como resposta: "als Partisanen auszurotten" ("extermine-os como partisans"). O historiador israelense Yehuda Bauer afirma que esta ordem é provavelmente a coisa mais perto que os acadêmicos chegaram de encontrar uma ordem específica de genocídio por parte do Führer durante o Holocausto.
Em setembro de 1942, no norte da África, as forças alemãs foram derrotadas na segunda batalha de El Alamein, estragando os planos de Hitler de tomar o Canal de Suez e o Oriente Médio. Ainda superconfiante de suas capacidades devido a suas vitórias militares em 1940, Hitler começou a nutrir desconfiança no alto-comando do exército e começou a interferir com mais frequência nas decisões táticas, o que não foi bom para o esforço de guerra. Entre dezembro de 1942 e janeiro de 1943, Hitler se recusou a acatar qualquer conselho dado a ele e deu ordens para que o 6º Exército Alemão, preso em Stalingrado, no sul da Rússia, não se retirasse e lutasse até as últimas consequências. A decisão foi desastrosa, com as tropas alemãs sendo derrotadas e sofrendo pesadas baixas. Mais de 200 000 soldados do Eixo foram mortos e outros 235 000 foram feitos prisioneiros (incluindo 91 mil alemães). Após outro revés na Batalha de Kursk, meses mais tarde, o julgamento de Hitler se tornou mais errático, com a posição econômica e militar alemã se deteriorando, assim como a própria saúde de Adolf Hitler.

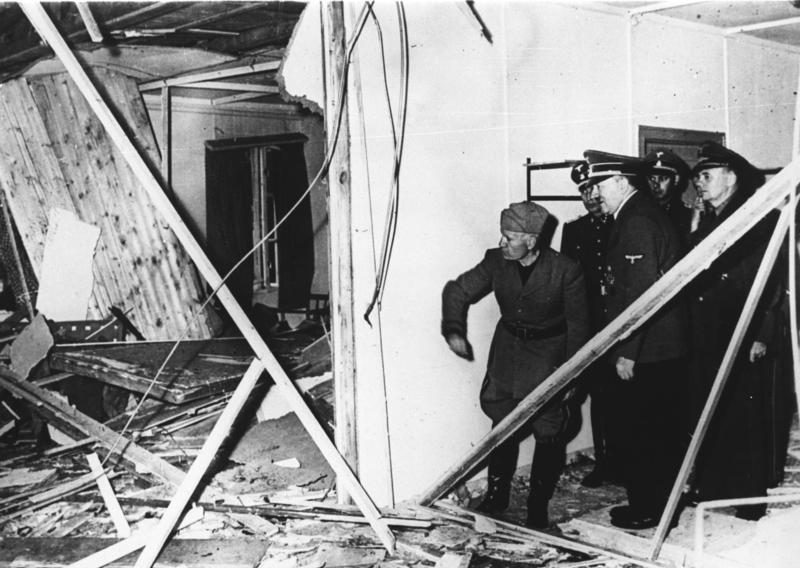
Hitler, na Toca do Lobo, mostrando ao ditador italiano Benito Mussolini a sala destruída no Atentado de 20 de julho.

Após a invasão aliada da Sicília em meados de 1943, Mussolini foi removido do cargo de primeiro-ministro da Itália, após receber um voto de desconfiança do Grande Conselho do Fascismo, com apoio do rei Vítor Emanuel III. O marechal Pietro Badoglio assumiu o controle do governo e logo começou a negociar a rendição do seu país para os Aliados. Enfurecido, Hitler ordenou que a Wehrmacht invadisse a Itália, prologando os combates naquela nação. Enquanto isso, na frente leste, entre 1943 e 1944, os exércitos da União Soviética empurravam as forças de Hitler para trás. Em 6 de junho de 1944, os Aliados ocidentais abriram a tão esperada segunda frente, desembarcando no norte da França com uma grande invasão anfíbia, a Operação Overlord. Muitos oficiais do exército alemão concluíram então que a derrota era inevitável e que continuar sob a liderança de Hitler levaria à destruição completa da Alemanha.
Entre 1939 e 1945, vários alemães tentaram assassinar Hitler, fracassando todas as vezes. A maioria aconteceu dentro da Alemanha e a resistência alemã ganhou mais força com o passar do tempo, quando a derrota parecia mais iminente. Em 1944 foi organizado o atentado de 20 de julho, através da Operação Valquíria, planejado pelo coronel Claus von Stauffenberg, que plantou uma bomba no quartel-general do Führer, a Toca do Lobo (Wolfsschanze), em Rastenburg. Hitler sobreviveu com alguns poucos ferimentos. Mais de 4 900 alemães foram mortos nas represálias nazistas.

### Derrota e morte
Ao fim de 1944, o exército vermelho e os Aliados Ocidentais (principalmente os Estados Unidos, o Reino Unido e a França Livre) continuavam avançando a todo o vapor contra a Alemanha. Paris havia sido libertada e o exército alemão havia quase que completamente sido expulso da França, da Bélgica e Países Baixos. Na Itália, as forças nazifascistas também recuavam para o norte, mas o principal perigo estava no leste, com Stalin tomando os países da Europa oriental um a um. Assim, reconhecendo a força e determinação dos soviéticos, Hitler decidiu que seria quebrando as linhas do inimigo no Ocidente que a maré da guerra poderia mudar em favor dos alemães. Ele então começou a planejar um ataque contra os americanos e ingleses. Em 16 de dezembro, os nazistas lançaram a Ofensiva das Ardenas para tentar desunir os Aliados e talvez convencê-los assim a parar de lutar. Apesar de sucessos iniciais, a batalha das Ardenas terminou em fracasso e as últimas reservas de homens e máquinas da Alemanha foram perdidas. No começo de 1945, a situação dos alemães era precária. Aviões aliados bombardeavam o país dia e noite, deixando várias cidades alemãs e seus principais centros industriais em ruínas. O exército estava em frangalhos e pouco podia fazer a não ser recuar em todas as frentes de batalha. Hitler falou então no rádio ao povo alemão: "Mesmo sendo grave a crise neste momento, ela irá, apesar de tudo, ser domada por nossa vontade inalterável". Hitler nutria esperanças de que a morte do presidente americano Franklin D. Roosevelt pudesse resultar em paz no Ocidente em 12 de abril de 1945, mas nada aconteceu e a determinação dos Aliados permaneceu forte. Agindo conforme sua visão de que os fracassos militares alemães significavam abrir mão do seu direito de sobreviver como nação, Hitler ordenou a destruição da infraestrutura industrial e tecnológica alemã, para que esta não caísse em mãos dos Aliados. O ministério dos armamentos, sob a liderança de Albert Speer, recebeu ordens de adotar uma política de terra arrasada, mas tais instruções secretamente não foram obedecidas.
Em 20 de abril, no seu aniversário de 56 anos, Hitler saiu pela última vez do Führerbunker, em Berlim, para a superfície. No meio do jardim arruinado da Chancelaria do Reich, enquanto as bombas caíam, ele participou de uma cerimônia para entregar medalhas Cruz de Ferro para crianças soldados da Juventude Hitlerista, que agora eram (junto com a Volkssturm) a última linha de defesa alemã. Em 21 de abril, as tropas do marechal Gueorgui Júkov derrotaram as forças do general Gotthard Heinrici na batalha de Seelow e começaram a atacar as cercanias de Berlim. Em negação da situação precária, Hitler acreditava que o destacamento Armeeabteilung Steiner, sob comando do general Felix Steiner, da Waffen SS, poderia vir do norte e se juntar ao 9º Exército, do general Theodor Busse, para atacar os russos em um movimento de pinça.
Durante uma conferência com seus líderes militares em seu bunker, em 22 de abril de 1945, Hitler perguntou se Steiner já tinha começado o seu ataque. Porém falaram a ele que a ofensiva sequer tinha começado e que as tropas soviéticas já estavam marchando por Berlim. Hitler pediu então para que todos, exceto Wilhelm Keitel, Alfred Jodl, Hans Krebs e Wilhelm Burgdorf, deixassem a sala e então começou a gritar irritado. Ele afirmou que as lideranças das forças armadas eram incompetentes e traidoras e, pela primeira vez, declarou que "tudo estava perdido". Hitler anunciou que permaneceria em Berlim até o amargo final e não seria capturado vivo, preferindo se suicidar.
Em 23 de abril, o exército vermelho cercava completamente Berlim e já havia tomado alguns pontos estratégicos na cidade. Joseph Goebbels, agora praticamente o segundo no comando do III Reich, fez uma declaração para que o povo berlinense pegasse em armas para defender a cidade. No mesmo dia, Hermann Göring enviou um telegrama para Berchtesgaden, falando que Hitler estava isolado em Berlim e que ele, Göring, assumiria o comando da Alemanha afirmando que o Führer logo estaria incapacitado. Hitler respondeu ordenando a prisão de Göring e tirando dele todas as suas posições no governo. Em 28 de abril, Hitler descobriu que Heinrich Himmler, chefe das SS, havia deixado a capital oito dias antes e estava tentando negociar a paz com os Aliados Ocidentais. Ele ordenou que Himmler também fosse preso e autorizou a execução de Hermann Fegelein (o representante de Himmler no QG do Führer). Enquanto isso, Hitler (que naquela altura já tinha perdido a noção da realidade, movendo exércitos imaginários no seu mapa), ordenou que o general Walther Wenck atacasse e quebrasse o cerco a Berlim, mas ele foi detido em Potsdam e, contrariando ordens do Führer, retirou-se com seus soldados para o Oeste e, logo depois, rendeu-se aos americanos, enterrando qualquer possibilidade de salvar a capital alemã.
Perto da meia-noite de 29 de abril, Hitler se casou com a sua amante de longa data Eva Braun em uma pequena cerimônia dentro do Führerbunker. Após um café da manhã com sua nova esposa, Hitler ditou seu testamento político para sua secretária particular Traudl Junge. O evento foi testemunhado e os documentos assinados por Krebs, Burgdorf, Goebbels e Martin Bormann. Logo depois, na parte da tarde, Hitler foi informado da execução de Mussolini, que havia sido preso e torturado antes de morrer, e depois teve seu corpo pendurado em praça pública para ser cuspido pela população. Isso aumentou a determinação de Hitler de se suicidar para evitar a captura e deu ordens específicas para que seu cadáver fosse queimado e seus restos escondidos.
A 30 de abril de 1945, as tropas soviéticas estavam a apenas algumas horas de marcha da Chancelaria do Reich. Hitler então cometeu suicídio com um tiro na cabeça e sua mulher, Eva Braun, ingeriu uma cápsula de cianeto. Seus corpos foram levados para fora do bunker no jardim atrás da Chancelaria, onde foram colocados dentro de uma cratera de bomba e encharcados em gasolina, enquanto nos arredores as bombas russas caíam. Os corpos foram então incendiados. O almirante Karl Dönitz e o ministro Joseph Goebbels assumiram os postos de Hitler de Chefe de Estado e Chanceler, respectivamente.
Berlim se rendeu em 2 de maio. A Alemanha Nazista capitulou formalmente seis dias depois. O Dia da Vitória finalizou a guerra na Europa. Documentos nos arquivos soviéticos liberados após a dissolução da União Soviética afirmam que os restos mortais de Hitler, Braun, Joseph e Magda Goebbels (e os seus filhos), do general Hans Krebs e de Blondi (a cadela de Hitler) foram repetidamente enterrados e exumados. Em 4 de abril de 1970, um time de agentes da KGB usou mapas detalhados para exumar cinco caixas com ossos de uma fábrica da SMERSH em Magdeburgo. Os restos encontrados nestas caixas foram queimados, esmagados e dispersos, e depois jogados no rio Biederitz, um afluente do Elba. De acordo com o historiador Kershaw, os corpos de Hitler e Braun foram completamente queimados quando o exército vermelho chegou e apenas uma parte da mandíbula com a arcada dentária que poderia ter identificado o cadáver de Hitler sobrou.

## Estilo de liderança
Hitler governava o Partido Nazista de forma autocrática ao afirmar sua Führerprinzip ("Princípio do Líder"). O princípio se baseava em lealdade absoluta dos subordinados aos seus superiores; ele via a estrutura do governo como uma pirâmide, com o próprio Hitler — o "Líder infalível" — no ápice. As posições dentro do partido não eram preenchidas mediante eleições mas sim as pessoas eram indicadas pelos superiores, que exigiam obediência completa à vontade do líder. O estilo de liderança de Hitler era dar ordens contraditórias aos seus subordinados e colocá-los em uma posição em que seus deveres e responsabilidades se entrelaçavam uns com os outros, para ter "o mais forte completar o trabalho". Deste jeito, gerava desconfiança, competição e luta interna entre seus subordinados para consolidar e maximizar o seu poder. O gabinete do líder nunca se encontrou até 1938 e ele desencorajava seus ministros de se encontrarem de forma independente. Hitler tipicamente quase nunca dava ordens por escrito, preferindo se expressar verbalmente ou passava os comandos através dos seus associados mais próximos, como Martin Bormann. Ele instruía Bormann com seus papéis, nomeações e finanças pessoais; Bormann usava sua posição para controlar o fluxo de informações e o acesso a Hitler.
Hitler dominou o esforço de guerra do seu país durante a Segunda Guerra Mundial em uma extensão muito superior à dos outros líderes durante o conflito. Ele assumiu o posto de líder supremo das forças armadas em 1938 e subsequentemente foi responsável por muito da estratégia militar da Alemanha na guerra. Sua decisão de lançar uma série de campanhas militares rápidas contra a Noruega, a França, os Países Baixos e a Bélgica em 1940, contra a recomendação dos seus líderes militares, provou-se muito bem-sucedida, apesar de seus esforços militares e diplomáticos para derrotar o Reino Unido terem acabado por falhar. Hitler se envolvia cada vez mais no esforço de guerra, apontando a si mesmo como o comandante em chefe do exército em dezembro de 1941; deste ponto em diante ele tomou controle da estratégia para sobrepujar a União Soviética, enquanto seus comandantes militares na frente ocidental tinham um grau maior de autonomia. A liderança de Hitler se tornou cada vez mais desconexa com a realidade uma vez que a maré da guerra começou a se voltar contra a Alemanha, com a estratégia defensiva sendo prejudicada por seu processo lento de tomar decisões e frequentes diretivas para manter posições indefensáveis. Mesmo assim, ele continuava a acreditar que sua liderança levaria à vitória. Nos meses finais da guerra, Hitler se recusou a considerar negociações de paz, afirmando que a destruição completa da Alemanha seria um resultado mais preferível que a rendição. Os militares praticamente nunca desafiavam a dominância de Hitler sobre o esforço de guerra e os oficiais de patente mais graduada frequentemente expressavam apoio e confiança em sua liderança.

## Legado
"Pela paz, liberdade

e democracia

fascismo nunca mais

milhões de mortos lembram"

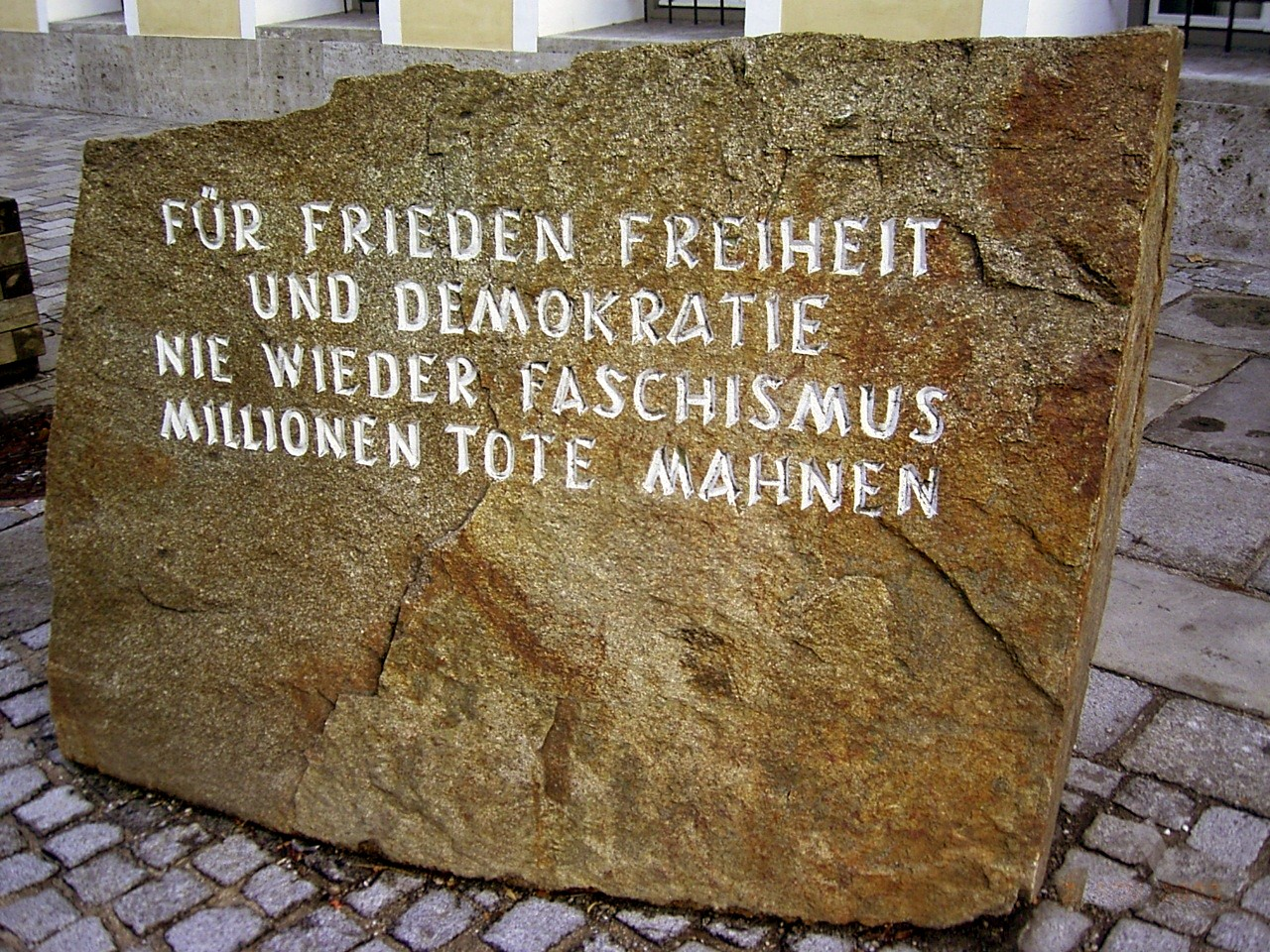
O lado de fora do edifício que Hitler nasceu em Braunau am Inn, na Áustria, com um memorial em pedra para lembrar os horrores da Segunda Guerra Mundial. A tradução diz:
"Pela paz, liberdade
e democracia
fascismo nunca mais
milhões de mortos lembram"

O suicídio de Hitler é ligado por muitos contemporâneos como "um feitiço sendo quebrado". O apoio popular a Hitler havia colapsado no período próximo a sua morte e pouquíssimos alemães lamentaram seu falecimento; Kershaw afirma que a maioria dos civis e militares estavam ocupados demais se ajustando ao colapso do país ou fugindo da luta para demonstrar qualquer interesse no destino do führer ("líder"). De acordo com o historiador John Toland, o Nazismo "estourou feito uma bolha" sem seu líder.
As ações de Hitler e a ideologia nazista são quase que universalmente retratadas como gravemente imorais; de acordo com Kershaw, "nunca na história tanta ruína, imoralidade e maldade foi tão associada ao nome de um homem". O programa político de Hitler trouxe uma guerra mundial, deixou para trás devastação e pobreza pela Europa. A própria Alemanha sofreu muito e foi assolada pela destruição, caracterizada pelo termo Stunde Null ("Hora Zero"). As políticas do líder nazista infligiram à humanidade sofrimento em uma escala jamais vista; de acordo com R.J. Rummel, o regime nazista democida matou mais de 19,3 milhões de civis e prisioneiros de guerra. Além disso, 29 milhões de soldados e civis também morreram como resultado das ações militares durante o teatro de operações europeu da Segunda Guerra Mundial. O número de civis mortos durante a segunda grande guerra foi sem precedentes na história do conflito humano e causou grande devastação no mundo. Historiadores, filósofos e políticos usam, normalmente, o termo "mal" para descrever o regime nazista.
O historiador Friedrich Meinecke descreveu Hitler como "um dos grandes exemplos do poder singular e incalculável da personalidade na vida histórica". O historiador inglês Hugh Trevor-Roper o via como "um dos 'simplificadores terríveis' da história, o mais sistemático, o mais histórico, o mais filosófico e ainda assim o mais grosseiro, cruel e menos magnânimo dos conquistadores que o mundo já conheceu". Já o acadêmico John M. Roberts acha que a derrota de Hitler marcou o fim da história europeia dominada pela Alemanha. No seu lugar surgiu a Guerra Fria, uma grande deflagração entre o Bloco Ocidental, dominado pelos Estados Unidos e por nações da OTAN, e o Bloco do Leste, dominado pela União Soviética. O historiador Sebastian Haffner afirma que sem Hitler e o deslocamento dos judeus, o moderno Estado de Israel não teria existido. Sem o líder nazista, a descolonização das esferas de influência europeia pelo mundo teria acontecido bem mais tarde do que foi. Além disso, Haffner alega que Hitler teve um maior impacto do que qualquer outra figura histórica comparável, que causou grande impacto pelo mundo e drásticas mudanças no cenário geopolítico em um curto espaço de tempo.

### Neonazismo e neutralidade
A principal exceção nesta perspectiva de Hitler é a dos movimentos neonazistas, que utilizam versões atualizadas da ideologia nazista para atacar minorias e promover a segregação racial e a supremacia branca, por vezes chegando ao ponto da promoção do separatismo racial. Estes grupos têm visão favorável de Hitler, relembrado no símbolo 14/88 elaborado por David Lane, e cujo segundo número se refere à saudação Heil Hitler. Por outro lado, muitos países europeus, incluindo a Alemanha, criminalizaram as ideologias nazistas e o negacionismo do holocausto.
Em alguns países menos expostos às consequências do nazismo, como a Índia, a Tailândia e o Japão, a imagem de Hitler não tem as mesmas conotações malévolas que o restante do mundo. Na Índia, por exemplo, as atitudes culturais em relação a Hitler são notoriamente neutras, sendo um nome associado a pessoas com atitudes autoritárias em geral, e por vezes utilizado como alcunha ou mesmo nome de pessoas e marcas. Entre nacionalistas hindus, a imagem de Hitler é evocada pelo uso da suástica e por atitudes antissemitas transferidas para a islamofobia própria destes grupos, ainda que abstraída da ideologia nazista. Na Tailândia, a imagem de Hitler é frequentemente veiculada em artigos de moda, sendo corriqueira na cultura jovem do país.

## Vida pessoal

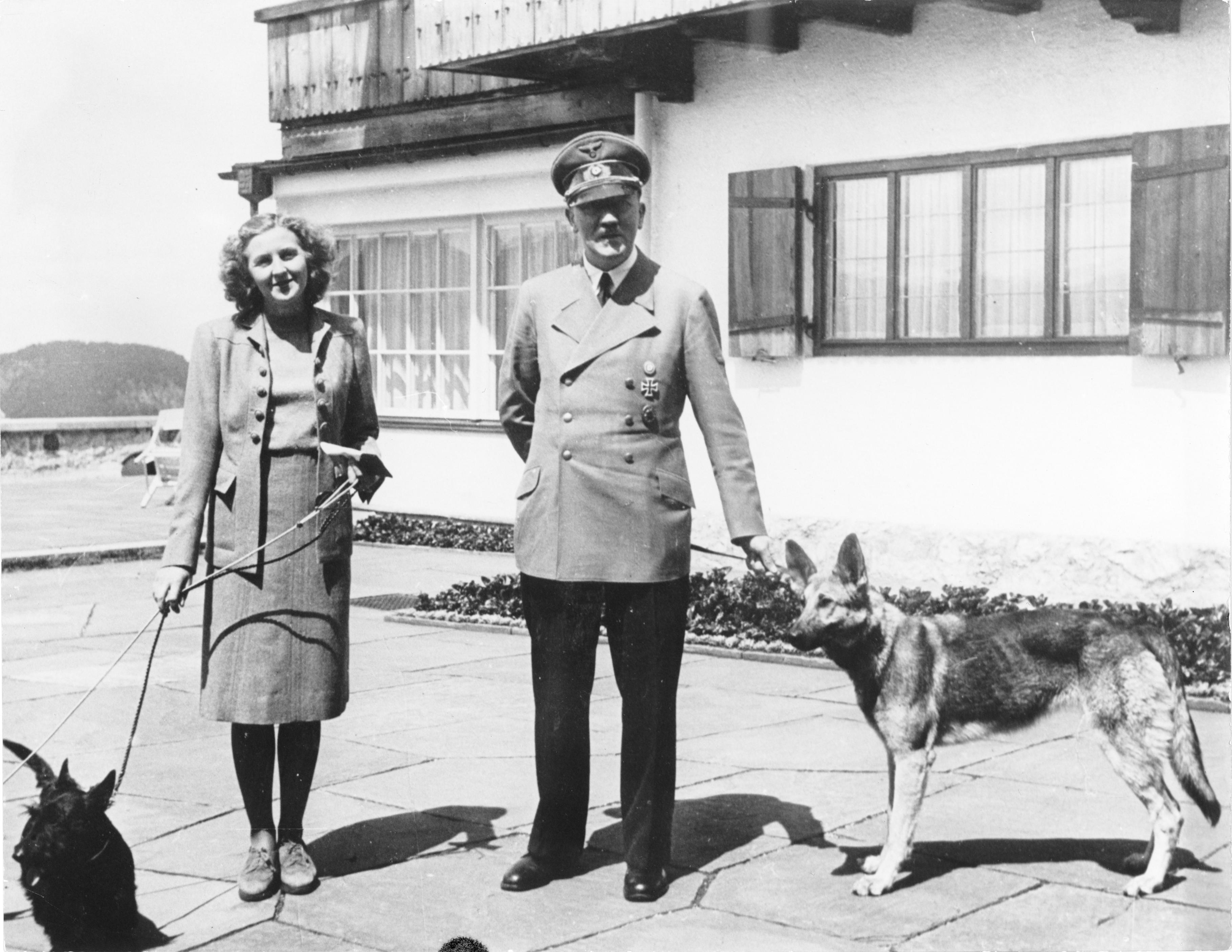
Hitler fotografado em 1942 com sua amante de longa data, Eva Braun, com quem ele se casou em 29 de abril de 1945.

Hitler queria passar a imagem de um homem celibatário que não tinha vida doméstica, dedicando-se inteiramente a sua missão política e a sua nação. Ele conheceu sua principal amante, Eva Braun, em 1929, e se casou com ela em abril de 1945. Em setembro de 1931, sua meia-sobrinha, Geli Raubal, cometeu suicídio com a arma do próprio Hitler no apartamento dele em Munique. Entre as razões que levaram Geli ao suicídio seria um suposto interesse romântico de Hitler nela e sua morte seria resultado de uma obsessão dele por ela. Paula Hitler, a irmã do Führer e seu último parente vivo de sua família imediata, morreu em 1960.

### Visões religiosas
Hitler nasceu de uma mãe que era católica praticante e um pai anticlerical; após deixar sua casa, Hitler praticamente nunca mais frequentou missas ou recebeu sacramentos. Albert Speer afirmou que Hitler fez pronunciamentos duros contra a Igreja para seus associados políticos e apesar de não ter abandonado a fé, nunca ligou muito para ela. Hitler dizia que se os fiéis abandonassem a igreja eles iriam se virar ao misticismo, o que ele considerava um retrocesso. De acordo com Speer, o Führer acreditava que a religião japonesa ou o islamismo seriam religiões melhores para os alemães do que o cristianismo, com sua "mansidão e flacidez".
O historiador John S. Conway afirmou que Hitler se opunha fundamentalmente às igrejas cristãs. De acordo com Alan Bullock, Hitler não acreditava em Deus, era anticlerical e não acreditava muito na 'ética cristã' porque ela ia de encontro a sua crença de "sobrevivência do mais apto". Ele, contudo, favorecia alguns pontos de vista do protestantismo e adotou elementos da hierarquia organizacional da Igreja Católica, a liturgia e fraseologia nas suas políticas.

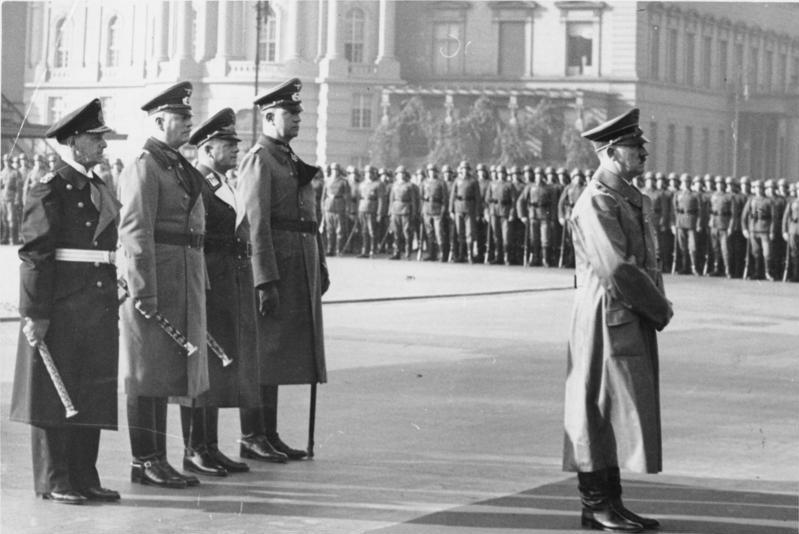
Hitler com suas tropas. Atrás dele estão alguns oficiais de alta patente da Wehrmacht

Hitler via a igreja como uma importante influência política conservadora na sociedade, e adotou uma estratégia para lidar com ela que "se encaixava com seus propósitos políticos imediatos". Em público, Hitler exaltava a herança cristã alemã e sua cultura, professando sua crença no "Jesus Ariano", que havia lutado contra os judeus. Muitas de suas retóricas pró-cristãs não eram as mesmas que ele fazia em privado, descrevendo o cristianismo como o "absurdo" e fundado em mentiras.
De acordo com um relatório da Agência de Serviços Secretos dos Estados Unidos, intitulado "The Nazi Master Plan" ("O Plano mestre Nazista"), Hitler planejava destruir a influência da igreja cristã dentro do Reich. Seu plano final seria a eliminação total do cristianismo. De acordo com Bullock, Hitler iria executar tal plano após a conclusão da guerra na Europa.
Speer escreveu que Hitler também tinha visões negativas a respeito das tendências ao misticismo de Heinrich Himmler e Alfred Rosenberg. O führer não gostava da tentativa de Himmler de tentar mitificar a SS. Hitler era mais pragmático e suas ambições centravam em preocupações mais práticas.
Pessoas próximas a Hitler afirmavam que ele era teísta. Frequentemente, ele mencionava que a "Providência" o protegia e dizia estar em uma missão divina na terra para eliminar os judeus e reerguer o povo alemão.

### Saúde
Pesquisadores sugerem que Hitler sofria de vários males, incluindo síndrome do cólon irritável, lesões na pele, arritmia cardíaca, aterosclerose, doença de Parkinson, sífilis, arterite de células gigantes com arterite temporal e acufeno. Em um relatório feito para a Agência de Serviços Estratégicos em 1943, Walter C. Langer da Universidade Harvard descreveu Hitler como um "neurótico psicopata". Em seu livro de 1977, The Psychopathic God: Adolf Hitler, o historiador Robert G. L. Waite afirma que o Führer sofria de transtorno de personalidade limítrofe. Já os historiadores Henrik Eberle e Hans-Joachim Neumann consideravam que Hitler sofria mesmo de várias doenças, incluindo a de Parkinson, mas que ele não tinha delírios patológicos e esteve sempre ciente, e portanto responsável, das decisões que tomava. Teorias a respeito da saúde pessoal do ditador alemão são difíceis de provar e dar muito peso a estas suposições pode tirar um pouco das responsabilidades das consequências dos atos perpetrados pela Alemanha Nazista. Kershaw acredita que é necessário ter uma visão mais ampla da história da Alemanha, examinando que forças sociais levaram à ditadura nazista e suas políticas, ao invés de procurar explicações limitadas para o Holocausto e a Segunda Guerra Mundial baseadas apenas em uma única pessoa.
Hitler seguia uma dieta vegetariana. Em eventos sociais ele às vezes dava relatos gráficos sobre o assassinato de animais para fazer com que seus convidados evitassem comer carne nos jantares. Bormann mandou construir uma estufa em Berghof (próxima de Berchtesgaden) para garantir um suprimento contínuo de frutas e vegetais frescos para Hitler durante a guerra. Hitler publicamente evitava álcool. Ele às vezes bebia cerveja e vinho em privado, mas abriu mão destas bebidas quando começou a ganhar peso em 1943. Ele não fumava durante boa parte da sua vida adulta, mas na sua juventude chegava a fumar de 25 a 40 cigarros por dia. Ele largou o fumo argumentando que o hábito era um "desperdício de dinheiro". Ele encorajava seus associados mais próximos a parar de fumar também oferecendo a eles relógios de ouro como estímulo. Hitler utilizava anfetamina ocasionalmente em 1937 e se tornou viciado nisso em 1942. Speer ligou o aumento do comportamento errático e sua inflexibilidade (como sua recusa em ordenar retiradas militares) ao uso da anfetamina.
Durante a guerra, mais de 90 medicamentos foram prescritos para Hitler pelo seu médico pessoal, Theodor Morell. Ele tomava pílulas todos os dias para problemas crônicos de estômago e outros problemas de saúde. Consumia regularmente metanfetamina, barbitúrico, opiáceo e cocaína, bem como brometo de potássio, atropa belladona e hormonas. Com o decorrer do tempo, Hitler tornou-se completamente dependente das drogas. Ele tinha uma perfuração no tímpano como resultado da explosão do atentado de 20 de julho de 1944. Neste atentado, cerca de 200 estilhaços de madeira foram removidos de sua perna. Imagens de Hitler feitas perto do fim da guerra mostravam tremores agudos em sua mão esquerda e seu caminhar era embaralhado. Isso começou logo antes da guerra, mas se acentuou durante ela. Ernst-Günther Schenck e vários outros médicos que encontraram Hitler em suas últimas semanas de vida o diagnosticaram com doença de Parkinson.

## Culto à personalidade

Uma peça de propaganda nazista em língua ucraniana mostrando Hitler em um uniforme militar que diz "Hitler, o Libertador".

Sob seu governo, Hitler foi objeto de um extenso culto de personalidade. Seus retratos foram pendurados em locais públicos em toda a Alemanha e a saudação Heil Hitler ("salve Hitler") tornou-se obrigatória mesmo entre civis. Este culto era intrinsecamente ligado ao modelo ditatorial adotado pela Alemanha, com doutrinadores nazistas justificando-o com base no chamado princípio da liderança (em alemão:  Führerprinzip), segundo o qual toda a autoridade era investida em Hitler, que estava necessariamente certo e deveria ser inquestionavelmente obedecido tanto pela hierarquia nazista como pelo povo alemão, em lealdade deontológica e cega.
Para assegurar a máxima difusão de seus ideais, foi instituído logo após a tomada do poder pelos nazistas em 1933 um Ministério da Propaganda, que até 1945 manteve total controle sobre as produções culturais no país. Presidido por Josef Goebbels, o Ministério teve Hitler como um dos principais focos de propaganda, glorificando-o como um líder heroico e infalível e contribuindo fortemente para seu culto de personalidade. Hitler apareceu ele mesmo em muitos dos filmes, atuando de forma cuidadosamente coreografada. As Reuniões de Nuremberg eram um dos principais eventos para promoção da imagem de Hitler, e foram elas mesmas matéria do filme Der Sieg des Glaubens. O uso de propaganda hitlerista era tão intenso que chegou mesmo a mudar o sentido da palavra em idiomas como o inglês, atribuindo-lhe uma conotação política negativa.

### Filmes de propaganda
Hitler explorava filmes documentários e várias outras peças de propaganda de forma extensa na parte do seu culto de personalidade. Ele participou de vários filmes de propaganda durante sua carreira política, como Der Sieg des Glaubens (que ganhou medalha de ouro no Festival Internacional de Cinema de Veneza de 1935) e Triumph des Willens, ambos dirigidos pela lendária Leni Riefenstahl. Estes filmes incluem:
- Der Sieg des Glaubens (Vitória da Fé, 1933)
- Triumph des Willens (Triunfo da Vontade, 1935)
- Tag der Freiheit: Unsere Wehrmacht (Dia da Liberdade: Nossas Forças Armadas, 1935)
- Olympia (1938)

### Online
- «1933 – Day of Potsdam». City of Potsdam. Consultado em 13 de junho de 2011. Arquivado do original em 13 de fevereiro de 2005
- Bazyler, Michael J. (25 de dezembro de 2006). «Holocaust Denial Laws and Other Legislation Criminalizing Promotion of Nazism» (PDF). Yad Vashem. Consultado em 16 de setembro de 2016. Arquivado do original (PDF) em 5 de novembro de 2011
- «Der Hitler-Prozeß vor dem Volksgericht in München» [The Hitler Trial Before the People's Court in Munich] (em alemão). 1924.
- «Documents: Bush's Grandfather Directed Bank Tied to Man Who Funded Hitler». Fox News. 17 de outubro de 2003. Consultado em 16 de setembro de 2016. Arquivado do original em 18 de agosto de 2013
- «Eingabe der Industriellen an Hindenburg vom November 1932» [Letter of the industrialists to Hindenburg, November 1932]. Glasnost–Archiv. Consultado em 16 de setembro de 2016
- Evans, Richard J. (22 de junho de 2011). «How the First World War shaped Hitler». The Globe and Mail. Phillip Crawley. Consultado em 23 de setembro de 2012
- Frauenfeld, A. E. (agosto de 1937). «The Power of Speech». Calvin College. Consultado em 16 de setembro de 2016
- «Germany: Second Revolution?». Time Magazine. Time. 2 de julho de 1934. Consultado em 15 de abril de 2013. Arquivado do original em 17 de abril de 2008
- Glantz, David (11 de outubro de 2001). «The Soviet‐German War 1941–45: Myths and Realities: A Survey Essay». Clemson, SC: Strom Thurmond Institute of Government and Public Affairs, Clemson University. Consultado em 16 de setembro de 2016. Arquivado do original (PDF) em 18 de fevereiro de 2015
- Goebbels, Joseph (1936). «The Führer as a Speaker». Calvin College. Consultado em 16 de setembro de 2016
- Gunkel, Christoph (4 de fevereiro de 2010). «Medicating a Madman: A Sober Look at Hitler's Health». Spiegel Online International. Consultado em 12 de dezembro de 2013
- Hinrichs, Per (10 de março de 2007). «Des Führers Pass: Hitlers Einbürgerung» [The Führer's Passport: Hitler's Naturalisation] (em alemão). Spiegel Online. Consultado em 1 de dezembro de 2014
- «Hitler ersucht um Entlassung aus der österreichischen Staatsangehörigkeit» [Hitler's official application to end his Austrian citizenship] (em alemão). NS-Archiv. 7 de abril de 1925. Consultado em 16 de setembro de 2016
- «Hitler's Last Days». MI5 Security Service. Consultado em 5 de janeiro de 2012
- Hoffman, David (criador, escritor) (1989). How Hitler Lost the War. Estados Unidos: Varied Directions. Consultado em 16 de setembro de 2016. Arquivado do original em 18 de setembro de 2008
- «Introduction to the Holocaust». United States Holocaust Memorial Museum. Consultado em 16 de setembro de 2016
- Kotanko, Florian. «House of Responsibility». HRB News. Consultado em 16 de setembro de 2016
- «Leni Riefenstahl». The Daily Telegraph. Londres: TMG. 10 de setembro de 2003. ISSN 0307-1235. OCLC 49632006. Consultado em 10 de maio de 2013
- Longerich, Heinz Peter (2003). «Hitler's Role in the Persecution of the Jews by the Nazi Regime». Atlanta: Emory University. 15. Hitler and the Mass Shootings of Jews During the War Against Russia. Consultado em 31 de julho de 2013. Arquivado do original em 22 de julho de 2012
- Longerich, Heinz Peter (2003). «Hitler's Role in the Persecution of the Jews by the Nazi Regime». Atlanta: Emory University. 17. Radicalisation of the Persecution of the Jews by Hitler at the Turn of the Year 1941–1942. Consultado em 31 de julho de 2013. Arquivado do original em 9 de julho de 2009
- «Man of the Year». Time Magazine. Time. 2 de janeiro de 1939. Consultado em 22 de maio de 2008. Arquivado do original em 7 de junho de 2008
- Martin, Jonathan (criador, escritor) (2008). World War II In HD Colour. Estados Unidos: World Media Rights. Consultado em 27 de agosto de 2014. Arquivado do original em 11 de janeiro de 2012
- McMillan, Dan (outubro de 2012). «Review of Fritz, Stephen G., Ostkrieg: Hitler's War of Extermination in the East». H-Genocide, H-Net Reviews. Consultado em 16 de setembro de 2016
- «Parkinson's part in Hitler's downfall». BBC News. 29 de julho de 1999. Consultado em 16 de setembro de 2016
- Phayer, Michael (2000). «The Response of the Catholic Church to National Socialism» (PDF). The Churches and Nazi Persecution. Yad Vashem. Arquivado do original (PDF) em 21 de setembro de 2013
- «Poles: Victims of the Nazi Era: The Invasion and Occupation of Poland». United States Holocaust Memorial Museum. Consultado em 17 de setembro de 2016. Arquivado do original em 3 de março de 2013
- Porter, Tom (24 de agosto de 2013). «Adolf Hitler 'Took Cocktail of Drugs' Reveal New Documents». IB Times. Consultado em 22 de novembro de 2015
- Redlich, Fritz C. (22 de março de 1993). «A New Medical Diagnosis of Adolf Hitler: Giant Cell Arteritis—Temporal Arteritis». Arch Intern Med. 153 (6): 693–697. PMID 8447705. doi:10.1001/archinte.1993.00410060005001
- Rees, Laurence (escritor, diretor) Kershaw, Ian (escritor, consultor) (2012). The Dark Charisma of Adolf Hitler. Reino Unido: BBC. Consultado em 16 de setembro de 2016
- Sharkey, Joe (13 de janeiro de 2002). «Word for Word/The Case Against the Nazis; How Hitler's Forces Planned To Destroy German Christianity». The New York Times. Consultado em 16 de setembro de 2016
- Weber, Thomas (2010a). «New Evidence Uncovers Hitler's Real First World War Story». Immediate Media Company. Reino Unido: BBC History Magazine. Consultado em 27 de agosto de 2014. Arquivado do original em 21 de novembro de 2012
- Wilson, Bee (9 de outubro de 1998). «Mein Diat – Adolf Hitler's diet». New Statesman. Reino Unido: Questia. Consultado em 22 de maio de 2008. Arquivado do original em 13 de dezembro de 2013